# 1881
Portal Geschichte | Portal Biografien | Aktuelle Ereignisse | Jahreskalender | Tagesartikel

◄ |
18. Jahrhundert |
19. Jahrhundert
| 20. Jahrhundert | ►

◄ |
1850er |
1860er |
1870er |
1880er
| 1890er | 1900er | 1910er | ►

◄◄ |
◄ |
1877 |
1878 |
1879 |
1880 |
1881
| 1882 | 1883 | 1884 | 1885 | ► | ►►
Staatsoberhäupter · Wahlen · Nekrolog  · Literaturjahr · Musikjahr   · Sportjahr
| Januar | Januar | Januar | Januar | Januar | Januar | Januar | Januar |
| Kw     | Mo     | Di     | Mi     | Do     | Fr     | Sa     | So     |
| ------ | ------ | ------ | ------ | ------ | ------ | ------ | ------ |
| 53     |        |        |        |        |        | 1      | 2      |
| 1      | 3      | 4      | 5      | 6      | 7      | 8      | 9      |
| 2      | 10     | 11     | 12     | 13     | 14     | 15     | 16     |
| 3      | 17     | 18     | 19     | 20     | 21     | 22     | 23     |
| 4      | 24     | 25     | 26     | 27     | 28     | 29     | 30     |
| 5      | 31     |        |        |        |        |        |        |

| Februar | Februar | Februar | Februar | Februar | Februar | Februar | Februar |
| Kw      | Mo      | Di      | Mi      | Do      | Fr      | Sa      | So      |
| ------- | ------- | ------- | ------- | ------- | ------- | ------- | ------- |
| 5       |         | 1       | 2       | 3       | 4       | 5       | 6       |
| 6       | 7       | 8       | 9       | 10      | 11      | 12      | 13      |
| 7       | 14      | 15      | 16      | 17      | 18      | 19      | 20      |
| 8       | 21      | 22      | 23      | 24      | 25      | 26      | 27      |
| 9       | 28      |         |         |         |         |         |         |

| März | März | März | März | März | März | März | März |
| Kw   | Mo   | Di   | Mi   | Do   | Fr   | Sa   | So   |
| ---- | ---- | ---- | ---- | ---- | ---- | ---- | ---- |
| 9    |      | 1    | 2    | 3    | 4    | 5    | 6    |
| 10   | 7    | 8    | 9    | 10   | 11   | 12   | 13   |
| 11   | 14   | 15   | 16   | 17   | 18   | 19   | 20   |
| 12   | 21   | 22   | 23   | 24   | 25   | 26   | 27   |
| 13   | 28   | 29   | 30   | 31   |      |      |      |

| April | April | April | April | April | April | April | April |
| Kw    | Mo    | Di    | Mi    | Do    | Fr    | Sa    | So    |
| ----- | ----- | ----- | ----- | ----- | ----- | ----- | ----- |
| 13    |       |       |       |       | 1     | 2     | 3     |
| 14    | 4     | 5     | 6     | 7     | 8     | 9     | 10    |
| 15    | 11    | 12    | 13    | 14    | 15    | 16    | 17    |
| 16    | 18    | 19    | 20    | 21    | 22    | 23    | 24    |
| 17    | 25    | 26    | 27    | 28    | 29    | 30    |       |

| Mai | Mai | Mai | Mai | Mai | Mai | Mai | Mai |
| Kw  | Mo  | Di  | Mi  | Do  | Fr  | Sa  | So  |
| --- | --- | --- | --- | --- | --- | --- | --- |
| 17  |     |     |     |     |     |     | 1   |
| 18  | 2   | 3   | 4   | 5   | 6   | 7   | 8   |
| 19  | 9   | 10  | 11  | 12  | 13  | 14  | 15  |
| 20  | 16  | 17  | 18  | 19  | 20  | 21  | 22  |
| 21  | 23  | 24  | 25  | 26  | 27  | 28  | 29  |
| 22  | 30  | 31  |     |     |     |     |     |

| Juni | Juni | Juni | Juni | Juni | Juni | Juni | Juni |
| Kw   | Mo   | Di   | Mi   | Do   | Fr   | Sa   | So   |
| ---- | ---- | ---- | ---- | ---- | ---- | ---- | ---- |
| 22   |      |      | 1    | 2    | 3    | 4    | 5    |
| 23   | 6    | 7    | 8    | 9    | 10   | 11   | 12   |
| 24   | 13   | 14   | 15   | 16   | 17   | 18   | 19   |
| 25   | 20   | 21   | 22   | 23   | 24   | 25   | 26   |
| 26   | 27   | 28   | 29   | 30   |      |      |      |

| Juli | Juli | Juli | Juli | Juli | Juli | Juli | Juli |
| Kw   | Mo   | Di   | Mi   | Do   | Fr   | Sa   | So   |
| ---- | ---- | ---- | ---- | ---- | ---- | ---- | ---- |
| 26   |      |      |      |      | 1    | 2    | 3    |
| 27   | 4    | 5    | 6    | 7    | 8    | 9    | 10   |
| 28   | 11   | 12   | 13   | 14   | 15   | 16   | 17   |
| 29   | 18   | 19   | 20   | 21   | 22   | 23   | 24   |
| 30   | 25   | 26   | 27   | 28   | 29   | 30   | 31   |

| August | August | August | August | August | August | August | August |
| Kw     | Mo     | Di     | Mi     | Do     | Fr     | Sa     | So     |
| ------ | ------ | ------ | ------ | ------ | ------ | ------ | ------ |
| 31     | 1      | 2      | 3      | 4      | 5      | 6      | 7      |
| 32     | 8      | 9      | 10     | 11     | 12     | 13     | 14     |
| 33     | 15     | 16     | 17     | 18     | 19     | 20     | 21     |
| 34     | 22     | 23     | 24     | 25     | 26     | 27     | 28     |
| 35     | 29     | 30     | 31     |        |        |        |        |

| September | September | September | September | September | September | September | September |
| Kw        | Mo        | Di        | Mi        | Do        | Fr        | Sa        | So        |
| --------- | --------- | --------- | --------- | --------- | --------- | --------- | --------- |
| 35        |           |           |           | 1         | 2         | 3         | 4         |
| 36        | 5         | 6         | 7         | 8         | 9         | 10        | 11        |
| 37        | 12        | 13        | 14        | 15        | 16        | 17        | 18        |
| 38        | 19        | 20        | 21        | 22        | 23        | 24        | 25        |
| 39        | 26        | 27        | 28        | 29        | 30        |           |           |

| Oktober | Oktober | Oktober | Oktober | Oktober | Oktober | Oktober | Oktober |
| Kw      | Mo      | Di      | Mi      | Do      | Fr      | Sa      | So      |
| ------- | ------- | ------- | ------- | ------- | ------- | ------- | ------- |
| 39      |         |         |         |         |         | 1       | 2       |
| 40      | 3       | 4       | 5       | 6       | 7       | 8       | 9       |
| 41      | 10      | 11      | 12      | 13      | 14      | 15      | 16      |
| 42      | 17      | 18      | 19      | 20      | 21      | 22      | 23      |
| 43      | 24      | 25      | 26      | 27      | 28      | 29      | 30      |
| 44      | 31      |         |         |         |         |         |         |

| November | November | November | November | November | November | November | November |
| Kw       | Mo       | Di       | Mi       | Do       | Fr       | Sa       | So       |
| -------- | -------- | -------- | -------- | -------- | -------- | -------- | -------- |
| 44       |          | 1        | 2        | 3        | 4        | 5        | 6        |
| 45       | 7        | 8        | 9        | 10       | 11       | 12       | 13       |
| 46       | 14       | 15       | 16       | 17       | 18       | 19       | 20       |
| 47       | 21       | 22       | 23       | 24       | 25       | 26       | 27       |
| 48       | 28       | 29       | 30       |          |          |          |          |

| Dezember | Dezember | Dezember | Dezember | Dezember | Dezember | Dezember | Dezember |
| Kw       | Mo       | Di       | Mi       | Do       | Fr       | Sa       | So       |
| -------- | -------- | -------- | -------- | -------- | -------- | -------- | -------- |
| 48       |          |          |          | 1        | 2        | 3        | 4        |
| 49       | 5        | 6        | 7        | 8        | 9        | 10       | 11       |
| 50       | 12       | 13       | 14       | 15       | 16       | 17       | 18       |
| 51       | 19       | 20       | 21       | 22       | 23       | 24       | 25       |
| 52       | 26       | 27       | 28       | 29       | 30       | 31       |          |

| Januar | Januar | Januar | Januar | Januar | Januar | Januar | Januar |
| Kw     | Mo     | Di     | Mi     | Do     | Fr     | Sa     | So     |
| ------ | ------ | ------ | ------ | ------ | ------ | ------ | ------ |
| 53     |        |        |        |        |        | 1      | 2      |
| 1      | 3      | 4      | 5      | 6      | 7      | 8      | 9      |
| 2      | 10     | 11     | 12     | 13     | 14     | 15     | 16     |
| 3      | 17     | 18     | 19     | 20     | 21     | 22     | 23     |
| 4      | 24     | 25     | 26     | 27     | 28     | 29     | 30     |
| 5      | 31     |        |        |        |        |        |        |

| Februar | Februar | Februar | Februar | Februar | Februar | Februar | Februar |
| Kw      | Mo      | Di      | Mi      | Do      | Fr      | Sa      | So      |
| ------- | ------- | ------- | ------- | ------- | ------- | ------- | ------- |
| 5       |         | 1       | 2       | 3       | 4       | 5       | 6       |
| 6       | 7       | 8       | 9       | 10      | 11      | 12      | 13      |
| 7       | 14      | 15      | 16      | 17      | 18      | 19      | 20      |
| 8       | 21      | 22      | 23      | 24      | 25      | 26      | 27      |
| 9       | 28      |         |         |         |         |         |         |

| März | März | März | März | März | März | März | März |
| Kw   | Mo   | Di   | Mi   | Do   | Fr   | Sa   | So   |
| ---- | ---- | ---- | ---- | ---- | ---- | ---- | ---- |
| 9    |      | 1    | 2    | 3    | 4    | 5    | 6    |
| 10   | 7    | 8    | 9    | 10   | 11   | 12   | 13   |
| 11   | 14   | 15   | 16   | 17   | 18   | 19   | 20   |
| 12   | 21   | 22   | 23   | 24   | 25   | 26   | 27   |
| 13   | 28   | 29   | 30   | 31   |      |      |      |

| April | April | April | April | April | April | April | April |
| Kw    | Mo    | Di    | Mi    | Do    | Fr    | Sa    | So    |
| ----- | ----- | ----- | ----- | ----- | ----- | ----- | ----- |
| 13    |       |       |       |       | 1     | 2     | 3     |
| 14    | 4     | 5     | 6     | 7     | 8     | 9     | 10    |
| 15    | 11    | 12    | 13    | 14    | 15    | 16    | 17    |
| 16    | 18    | 19    | 20    | 21    | 22    | 23    | 24    |
| 17    | 25    | 26    | 27    | 28    | 29    | 30    |       |

| Mai | Mai | Mai | Mai | Mai | Mai | Mai | Mai |
| Kw  | Mo  | Di  | Mi  | Do  | Fr  | Sa  | So  |
| --- | --- | --- | --- | --- | --- | --- | --- |
| 17  |     |     |     |     |     |     | 1   |
| 18  | 2   | 3   | 4   | 5   | 6   | 7   | 8   |
| 19  | 9   | 10  | 11  | 12  | 13  | 14  | 15  |
| 20  | 16  | 17  | 18  | 19  | 20  | 21  | 22  |
| 21  | 23  | 24  | 25  | 26  | 27  | 28  | 29  |
| 22  | 30  | 31  |     |     |     |     |     |

| Juni | Juni | Juni | Juni | Juni | Juni | Juni | Juni |
| Kw   | Mo   | Di   | Mi   | Do   | Fr   | Sa   | So   |
| ---- | ---- | ---- | ---- | ---- | ---- | ---- | ---- |
| 22   |      |      | 1    | 2    | 3    | 4    | 5    |
| 23   | 6    | 7    | 8    | 9    | 10   | 11   | 12   |
| 24   | 13   | 14   | 15   | 16   | 17   | 18   | 19   |
| 25   | 20   | 21   | 22   | 23   | 24   | 25   | 26   |
| 26   | 27   | 28   | 29   | 30   |      |      |      |

| Juli | Juli | Juli | Juli | Juli | Juli | Juli | Juli |
| Kw   | Mo   | Di   | Mi   | Do   | Fr   | Sa   | So   |
| ---- | ---- | ---- | ---- | ---- | ---- | ---- | ---- |
| 26   |      |      |      |      | 1    | 2    | 3    |
| 27   | 4    | 5    | 6    | 7    | 8    | 9    | 10   |
| 28   | 11   | 12   | 13   | 14   | 15   | 16   | 17   |
| 29   | 18   | 19   | 20   | 21   | 22   | 23   | 24   |
| 30   | 25   | 26   | 27   | 28   | 29   | 30   | 31   |

| August | August | August | August | August | August | August | August |
| Kw     | Mo     | Di     | Mi     | Do     | Fr     | Sa     | So     |
| ------ | ------ | ------ | ------ | ------ | ------ | ------ | ------ |
| 31     | 1      | 2      | 3      | 4      | 5      | 6      | 7      |
| 32     | 8      | 9      | 10     | 11     | 12     | 13     | 14     |
| 33     | 15     | 16     | 17     | 18     | 19     | 20     | 21     |
| 34     | 22     | 23     | 24     | 25     | 26     | 27     | 28     |
| 35     | 29     | 30     | 31     |        |        |        |        |

| September | September | September | September | September | September | September | September |
| Kw        | Mo        | Di        | Mi        | Do        | Fr        | Sa        | So        |
| --------- | --------- | --------- | --------- | --------- | --------- | --------- | --------- |
| 35        |           |           |           | 1         | 2         | 3         | 4         |
| 36        | 5         | 6         | 7         | 8         | 9         | 10        | 11        |
| 37        | 12        | 13        | 14        | 15        | 16        | 17        | 18        |
| 38        | 19        | 20        | 21        | 22        | 23        | 24        | 25        |
| 39        | 26        | 27        | 28        | 29        | 30        |           |           |

| Oktober | Oktober | Oktober | Oktober | Oktober | Oktober | Oktober | Oktober |
| Kw      | Mo      | Di      | Mi      | Do      | Fr      | Sa      | So      |
| ------- | ------- | ------- | ------- | ------- | ------- | ------- | ------- |
| 39      |         |         |         |         |         | 1       | 2       |
| 40      | 3       | 4       | 5       | 6       | 7       | 8       | 9       |
| 41      | 10      | 11      | 12      | 13      | 14      | 15      | 16      |
| 42      | 17      | 18      | 19      | 20      | 21      | 22      | 23      |
| 43      | 24      | 25      | 26      | 27      | 28      | 29      | 30      |
| 44      | 31      |         |         |         |         |         |         |

| November | November | November | November | November | November | November | November |
| Kw       | Mo       | Di       | Mi       | Do       | Fr       | Sa       | So       |
| -------- | -------- | -------- | -------- | -------- | -------- | -------- | -------- |
| 44       |          | 1        | 2        | 3        | 4        | 5        | 6        |
| 45       | 7        | 8        | 9        | 10       | 11       | 12       | 13       |
| 46       | 14       | 15       | 16       | 17       | 18       | 19       | 20       |
| 47       | 21       | 22       | 23       | 24       | 25       | 26       | 27       |
| 48       | 28       | 29       | 30       |          |          |          |          |

| Dezember | Dezember | Dezember | Dezember | Dezember | Dezember | Dezember | Dezember |
| Kw       | Mo       | Di       | Mi       | Do       | Fr       | Sa       | So       |
| -------- | -------- | -------- | -------- | -------- | -------- | -------- | -------- |
| 48       |          |          |          | 1        | 2        | 3        | 4        |
| 49       | 5        | 6        | 7        | 8        | 9        | 10       | 11       |
| 50       | 12       | 13       | 14       | 15       | 16       | 17       | 18       |
| 51       | 19       | 20       | 21       | 22       | 23       | 24       | 25       |
| 52       | 26       | 27       | 28       | 29       | 30       | 31       |          |

## Ereignisse

### Politik und Weltgeschehen

#### Burenkrieg
- 27. Februar: Die Schlacht am Majuba Hill entscheidet den Ersten Burenkrieg zugunsten der Buren.
- 23. März: Großbritannien schließt mit der Südafrikanischen Republik einen Friedensvertrag, welcher den Ersten Burenkrieg beendet.
- 3. August: Die Pretoria Convention wird unterzeichnet. Die südafrikanische Burenrepublik Transvaal erhält nach einem durch die britische Annexion 1877 ausgelösten Aufstand eine weitgehende Selbstverwaltung von Großbritannien. Der Vertrag tritt nach der Ratifizierung am 25. Oktober in Kraft.

#### Weitere Ereignisse in Afrika
- 16. Februar: Der französische Offizier und Afrikaforscher Paul Flatters und seine Begleiter werden bei einer Expedition zum Erkunden einer Trasse für eine Transsahara-Bahn von Tuareg in eine Falle gelockt und getötet.

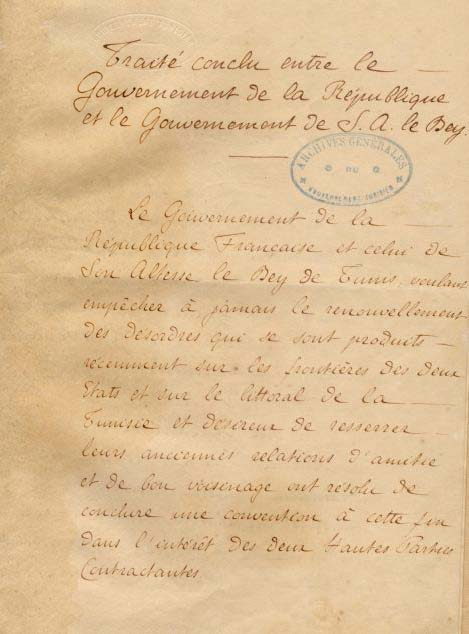
Bardo-Vertrag, Anfang des Vertragstextes

- 12. Mai: Nach dem Einmarsch französischer Truppen wird das bisher dem Osmanischen Reich zugehörige Tunesien durch den Vertrag von Kasr el Said, auch Bardo-Vertrag genannt, zu einem Protektorat Frankreichs. Muhammad III. al-Husain, Bey von Tunis, wird zur Unterzeichnung des Vertrages gezwungen.
- 29. Juni: Muhammad Ahmad erklärt der ägyptischen Regierung seine Mission und löst damit den Mahdi-Aufstand aus.

#### Vereinigte Staaten von Amerika

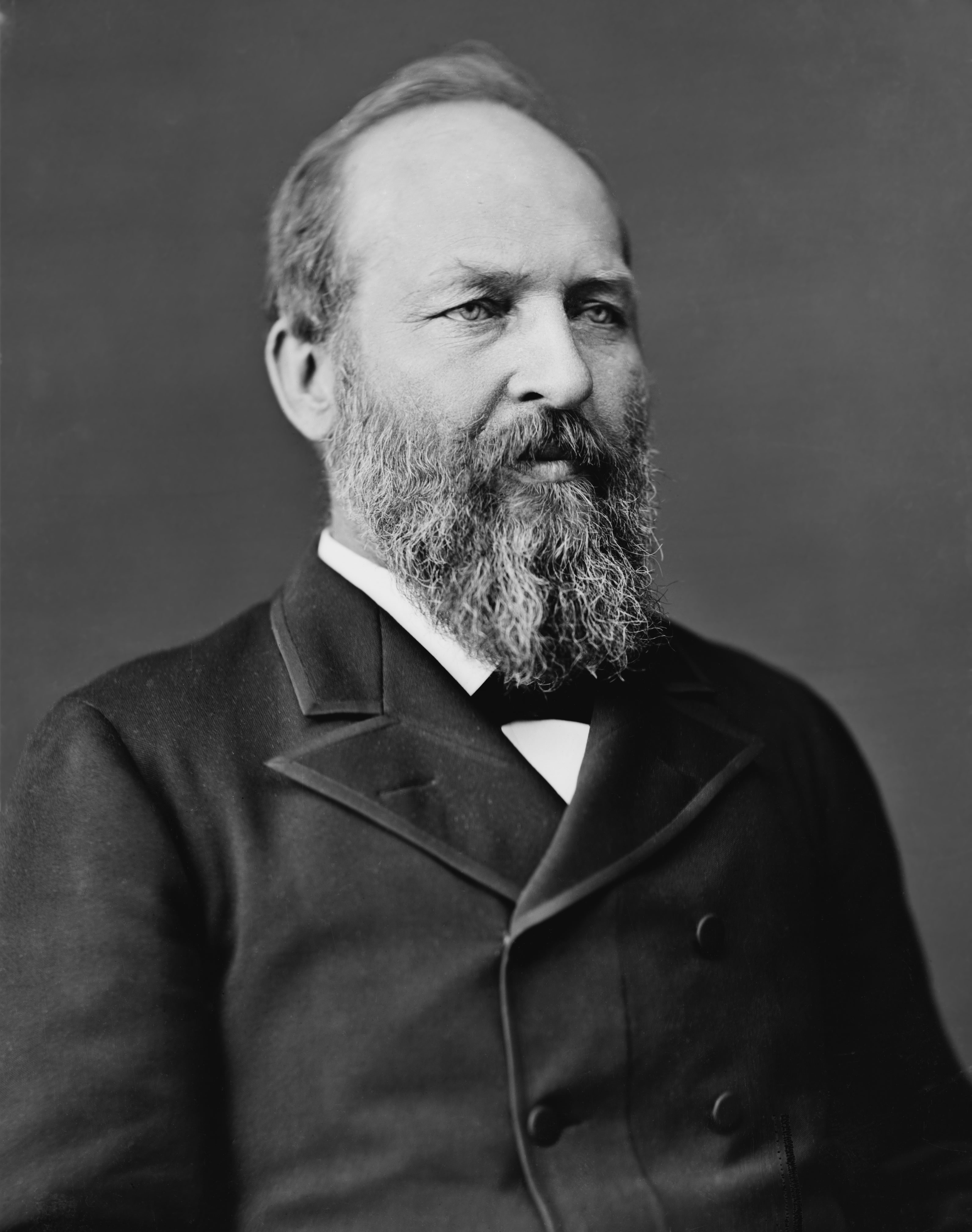
James A. Garfield

- 4. März: Amtseinführung von James A. Garfield als 20. Präsident der Vereinigten Staaten. Er löst Rutherford B. Hayes ab.
- 2. Juli: Charles J. Guiteau verübt ein Schussattentat auf US-Präsident James A. Garfield.

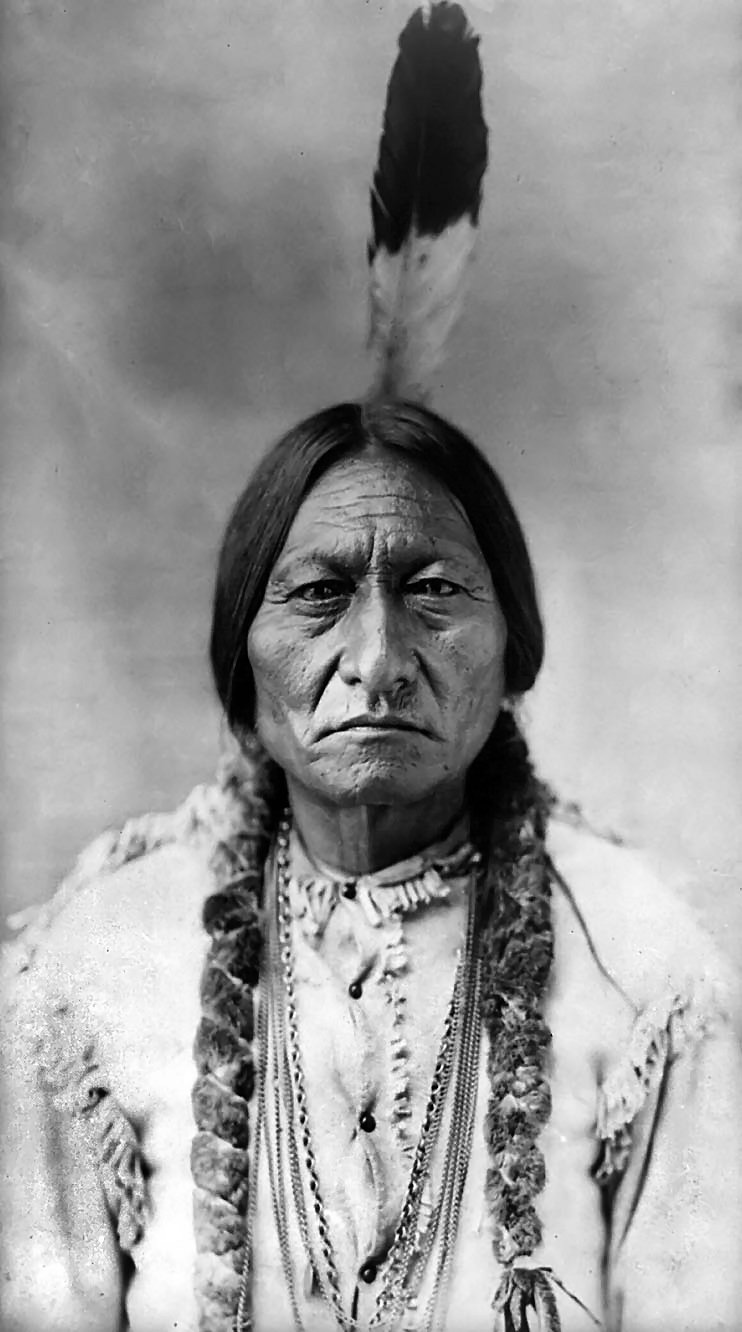
Sitting Bull

- 20. Juli: Der Sioux-Häuptling Sitting Bull kapituliert mit seinen Gefährten in Fort Buford (Norddakota) gegenüber der United States Army. Hunger, Sehnsucht nach der Heimat und geringe Erfolgsaussichten des weiteren Kampfes haben die Indianer zur Rückkehr aus dem kanadischen Exil bewogen.
- 19. September: US-Präsident James A. Garfield erliegt den Verletzungen, die er bei dem Attentat vom 2. Juli erlitten hat. Sein Nachfolger als 21. US-Präsident wird der bisherige Vizepräsident Chester A. Arthur.

#### Lateinamerika
- 23. Juli: Chile und Argentinien einigen sich vertraglich über ihre Gebiete auf Feuerland und in Patagonien.

#### Europa
- 1. Januar: Numa Droz wird Bundespräsident der Schweiz.

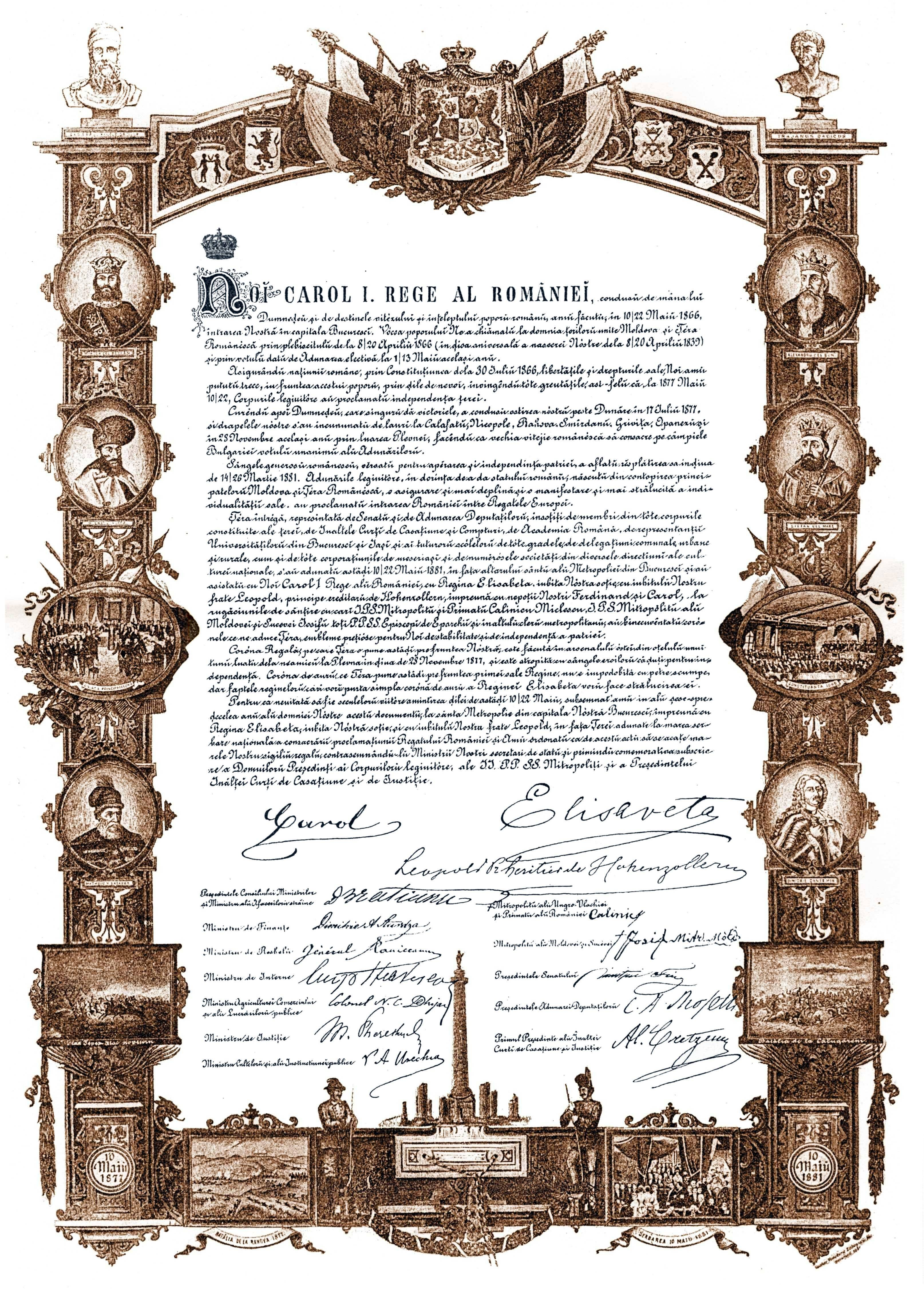
Gründungsurkunde des Königreichs Rumänien

- 26. März: Das Fürstentum Rumänien proklamiert sich zum Königreich, Fürst Carol I. wird König. Die Krönung erfolgt am 10. Mai in Bukarest.
- 13. März: Der russische Zar Alexander II. fällt einem Attentat zum Opfer. Sein Sohn Alexander III. folgt ihm auf den Thron. Eine seiner ersten Amtshandlungen ist die Gründung der Geheimpolizei Ochrana.
- 18. Juni: Der geheim gehaltene Dreikaiserbund zwischen dem Deutschen Reich, Österreich-Ungarn und Russland verpflichtet die Vertragsparteien zur Neutralität im Konfliktfall mit einer vierten Partei. Das Bündnis hat eine Laufzeit von drei Jahren und ersetzt das von Russland aufgekündigte Dreikaiserabkommen von 1873.
- 27. Oktober: Bei der Reichstagswahl erhält die Deutsche Zentrumspartei den höchsten Stimmenanteil und stellt rund ein Viertel der Abgeordneten im neuen Reichstag.
- Frankreich richtet die ersten gebührenfreien staatlichen Volksschulen für die „allgemeine“ Bevölkerung ein.
- Das Seaforth-Highlanders-Regiment wird ins Leben gerufen.
- Aufgrund von Pogromen kommt es ab 1881 zur Auswanderung von Juden aus Russland und ganz Osteuropa. Damit kam eine Wanderungsbewegung der Ostjuden in Gang.

### Wirtschaft

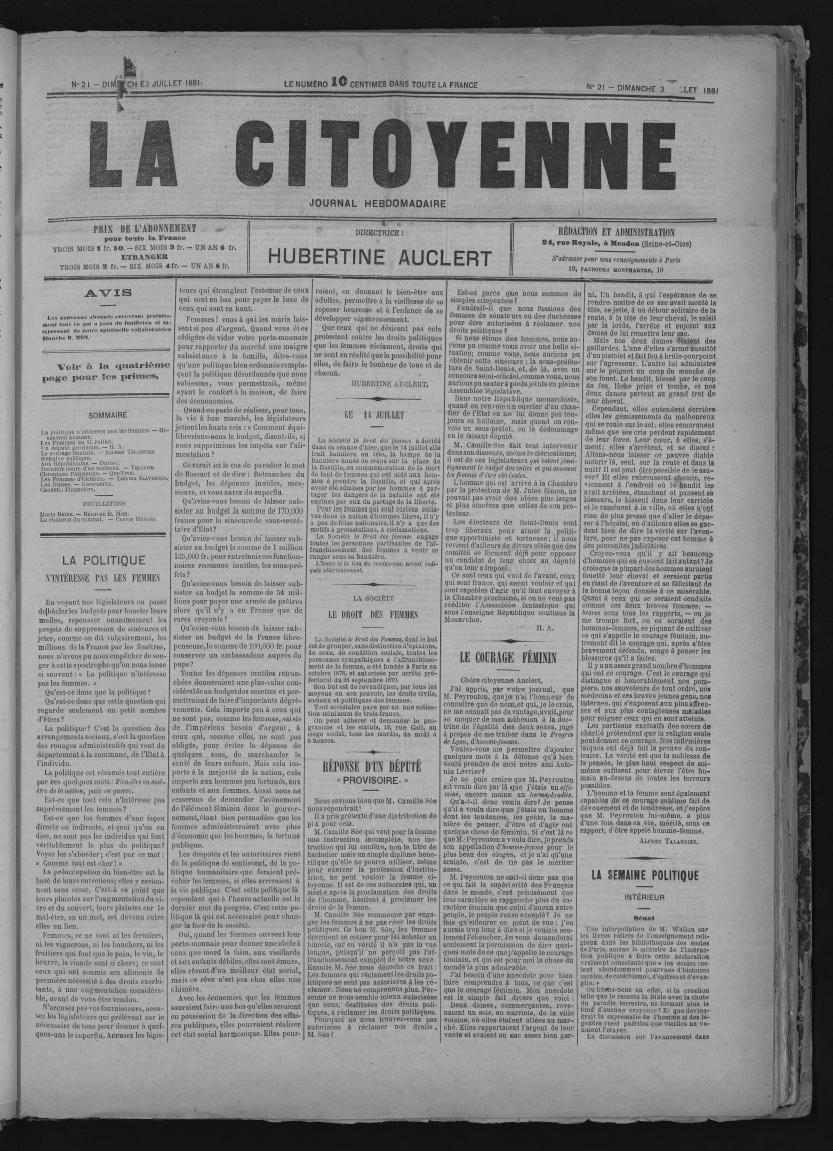
La Citoyenne, Ausgabe vom März 1881

- 13. Februar: Die erste Ausgabe der radikal-feministischen Zeitschrift La Citoyenne von Hubertine Auclert erscheint in Paris. Hauptschwerpunkt der Publikation ist die im Code civil verankerte rechtliche Diskriminierung der französischen Frauen.
- 8. März: Eduard Breuninger eröffnet am Stuttgarter Marktplatz das Warenhaus Breuninger.
- 1. Mai: In Villach erscheint erstmals die deutschnationale Zeitung Freie Stimmen.
- 14. Mai: Rudolph Karstadt eröffnet sein erstes Geschäft in Wismar unter dem Namen Tuch-, Manufactur- und Confectionsgeschäft Karstadt. Karstadt hat von Anfang an Erfolg mit günstigen Festpreisen anstelle des sonst noch üblichen Handelns, sodass schnell Filialen in 24 Städten Norddeutschlands eröffnen.
- 1. Oktober: Der Fluss Wey speist mit seiner Energie das erste Elektrizitätswerk auf der Erde in Godalming in der englischen Grafschaft Surrey. Mit Wechselstrom wird unter anderem die Straßenbeleuchtung betrieben.
- 4. Dezember: Die Los Angeles Daily Times erscheint erstmals. Nach einem Konkurs wird das Blatt unter dem heutigen Namen Los Angeles Times zu einer auflagenstarken US-Tageszeitung.

### Wissenschaft und Technik

#### Astronomie
- 21. Oktober: Édouard Jean-Marie Stephan erblickt im Sternbild Andromeda die Galaxie mit der späteren Bezeichnung NGC 5.
- 24. Oktober: Édouard Jean-Marie Stephan sieht als Erster im Sternbild Andromeda die Galaxie NGC 11.
- 25. Oktober: Édouard Jean-Marie Stephan entdeckt im Sternbild Fische die Galaxie NGC 38.
- 19. November: Ein Meteorit geht neben dem Ort Großliebenthal, südwestlich von Odessa nieder.

#### Biologie

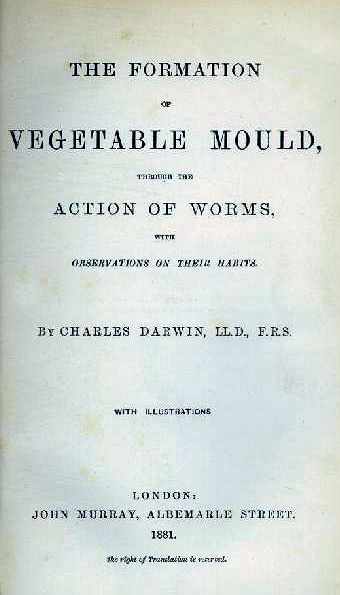
Titelseite der Erstausgabe

- 10. Oktober: Die Erstausgabe des Werkes The Formation of Vegetable Mould through the Action of Worms, with Observations on their Habits (Die Bildung der Ackererde durch die Tätigkeit der Würmer) von Charles Darwin erscheint. Darwin schließt mit diesem Buch seine Jahrzehnte währenden Studien über die Wechselbeziehungen zwischen Regenwürmern und Bodenbeschaffenheit sowie über das Verhalten dieser Tiere ab.

#### Medizin
- 25. September: Ferdinand Adolf Kehrer führt den ersten konservativen Kaiserschnitt durch.

#### Physik
- 10. August: In Paris wird die erste internationale Elektrizitätsausstellung gezeigt. Die Besucher sind von den von Thomas Alva Edison gemeinsam mit Sigmund Bergmann entwickelten Glühlampen fasziniert.
- 21. September: Der Erste Internationale Elektrizitätskongress legt für den elektrischen Widerstand Ohm als Maßeinheit fest. Er ehrt damit den deutschen Physiker Georg Simon Ohm und dessen Arbeit.

#### Technische Errungenschaften
- 1. April: Das erste Telefonnetz wird in Berlin mit 48 Teilnehmern eröffnet. Eine wesentlich größere Nachfrage besteht in Hamburg, dessen erstes Telefonnetz am 16. April mit 206 Teilnehmern eröffnet wird.

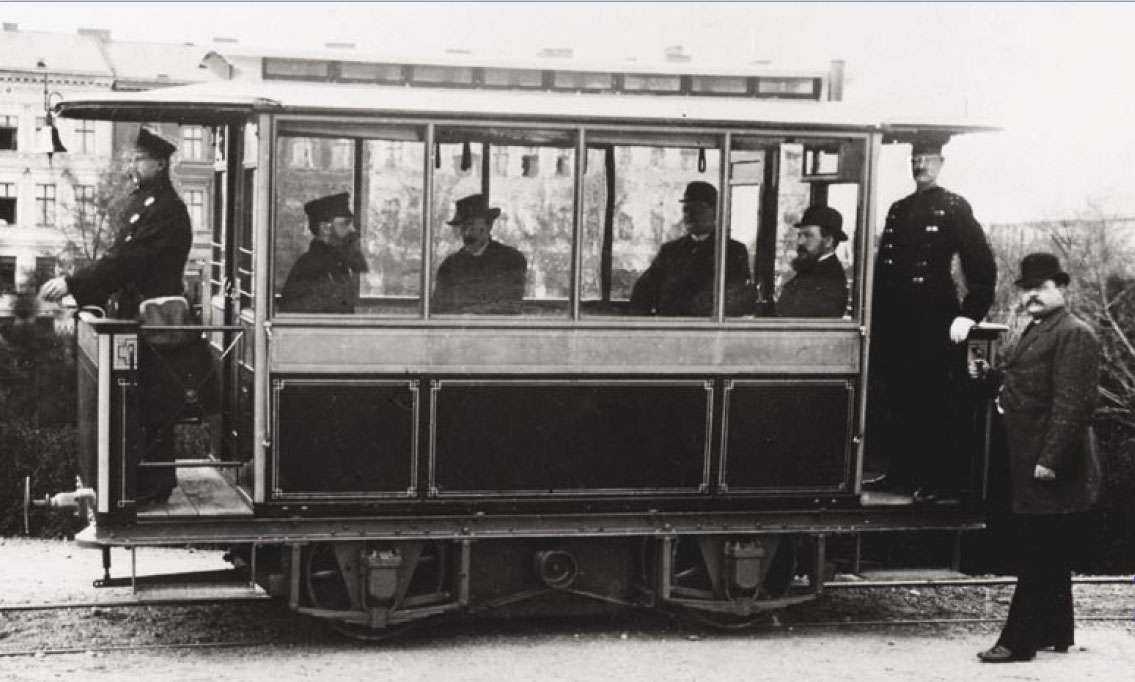
Erste elektrische Straßenbahn von Siemens & Halske, 1881

- 16. Mai: In Lichterfelde bei Berlin nimmt die erste elektrisch betriebene Straßenbahn der Welt, die Elektrische Straßenbahn Lichterfelde–Kadettenanstalt ihren Probebetrieb auf.
- 14. Juni: Das erste deutsche Telefonbuch erscheint in Berlin, einen Tag später das erste in Wien.
- 7. August: Die Aspangbahn nimmt ihren Betrieb bis Pitten auf; am 28. Oktober wird dieser bis Aspang komplettiert.
- Der Gotthardtunnel wird gesegnet.
- Thomas Alva Edison baut das erste Elektrizitätswerk der Welt.

#### Sonstige wissenschaftliche Ereignisse
- 18. April: In London wird das Natural History Museum eröffnet.
- In Athen wird die American School of Classical Studies at Athens gegründet.
- Papst Leo XIII. macht das Vatikanische Geheimarchiv für Gelehrte zugänglich.
- Im Tal der Könige in Ägypten findet Emil Brugsch-Bey ein Grab mit 40 ägyptischen Königsmumien.
- Die erste Lieferung des Schweizerischen Idiotikons erscheint.

### Kultur

#### Bildende Kunst
- Wilhelm Leibl malt im Stil des Realismus das Ölgemälde Drei Frauen in der Kirche.
- Anton von Werner malt das Historiengemälde Am 19. Juli 1870 (König Wilhelm am Sarkophag seiner Mutter).

#### Literatur

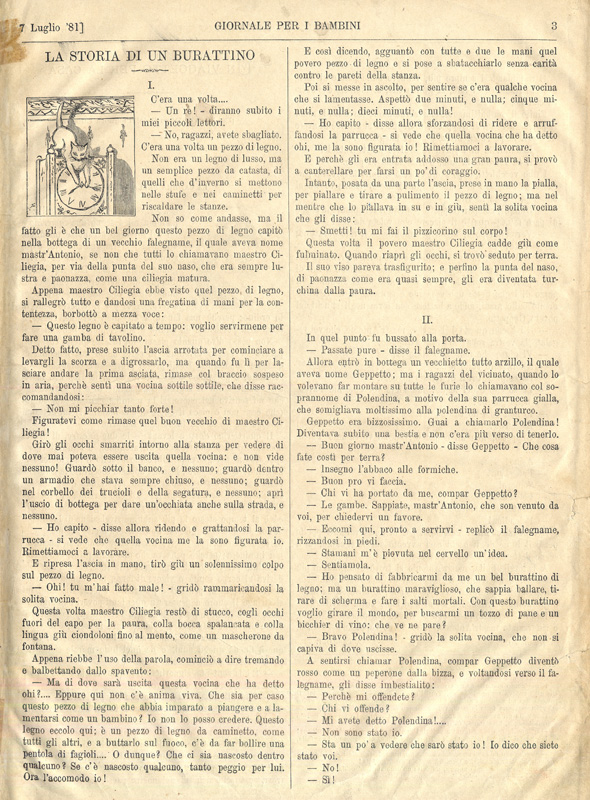
Giornale per i bambini 7 luglio 1881

#### Musik und Theater
- 10. Februar: An der Pariser Opéra-Comique wird vier Monate nach dem Tod des Komponisten Jacques Offenbachs Oper Les contes d’Hoffmann (Hoffmanns Erzählungen) uraufgeführt, in das er einige Melodien seiner früheren Oper Die Rheinnixen eingebaut hat. Die Opéra-comique wird Offenbachs einzige erfolgreiche Oper.
- 25. Februar: Die Uraufführung der Oper Die Jungfrau von Orléans von Pjotr Iljitsch Tschaikowski findet an der Hofoper in Sankt Petersburg statt.

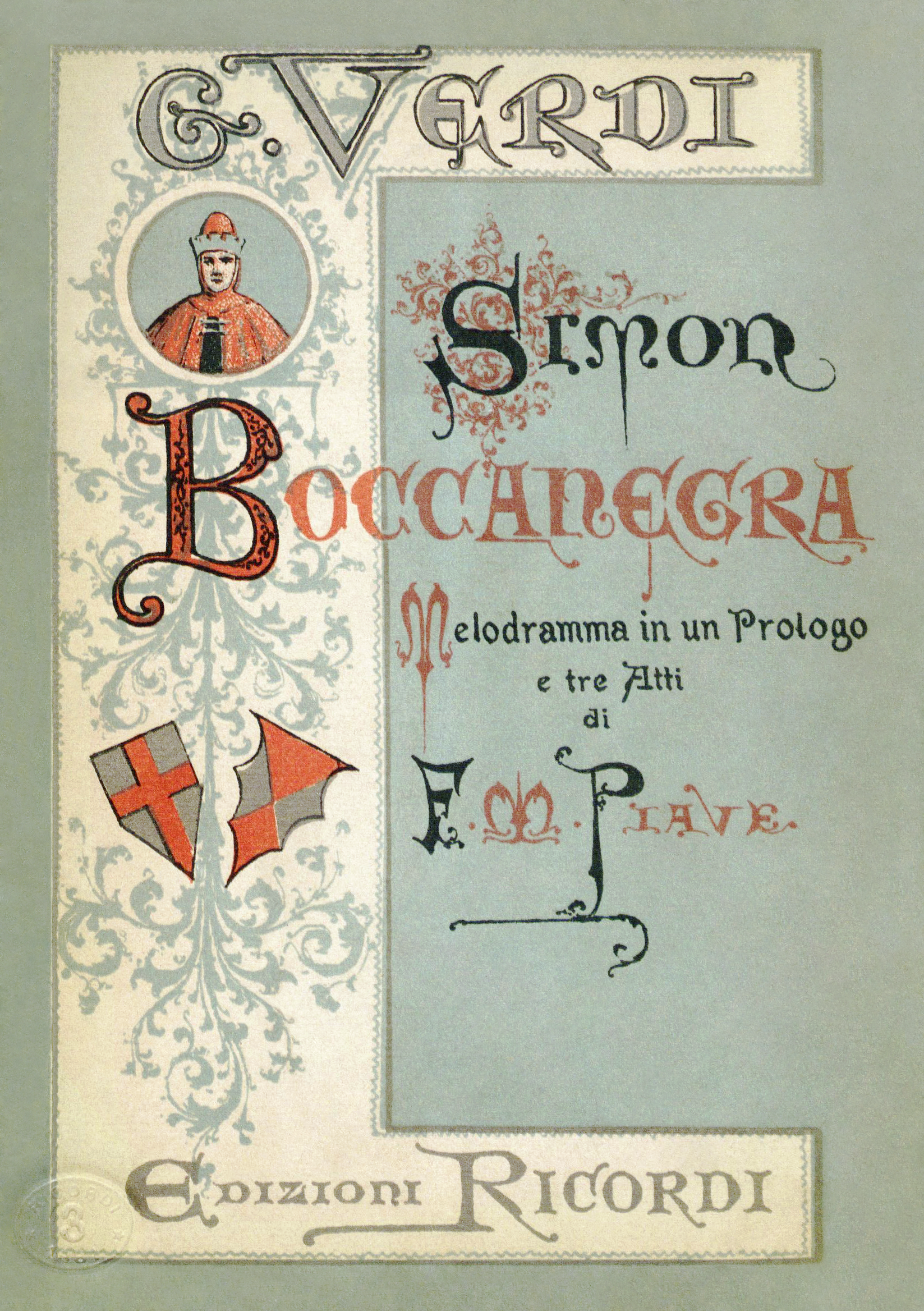
Simon Boccanegra, Libretto der überarbeiteten Version

- 24. März: Die Oper Simon Boccanegra von Giuseppe Verdi wird an der Mailänder Scala in einer umfassend überarbeiteten Version uraufgeführt, nachdem sie 1857 beim Publikum durchgefallen ist. Die zweite Version findet großen Beifall.

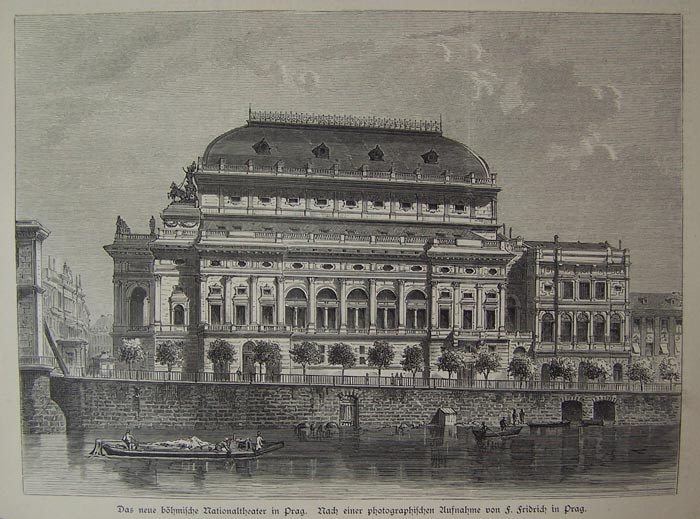
Das Prager Nationaltheater 1881 (Holzschnitt)

- 11. Juni: Mit der Uraufführung von Bedřich Smetanas Oper Libuše wird das Prager Nationaltheater eröffnet. Das Libretto stammt von Josef Wenzig in der tschechischen Übersetzung von Ervín Špindler und beruht auf der vermutlich von Václav Hanka gefälschten Königinhofer Handschrift.
- 9. August: In Paris wird erstmals das Theatrophon zur stereofonen Übertragung von Opern- und Theateraufführungen über ein Telefon vorgestellt.
- 25. November: Die Operette Der lustige Krieg von Johann Strauss (Sohn) wird am Theater an der Wien in Wien uraufgeführt. Das Libretto stammt von dem bewährten Gespann F. Zell und Richard Genée.
- 7. Dezember: Die Uraufführung der Oper Das Käthchen von Heilbronn von Karl Reinthaler nach einem Libretto von Heinrich Bulthaupt, basierend auf dem gleichnamigen Schauspiel von Heinrich von Kleist, erfolgt in Frankfurt am Main.
- 19. Dezember: Die Oper Hérodiade von Jules Massenet wird am Théâtre de la Monnaie in Brüssel uraufgeführt.

### Gesellschaft
- 27. Februar: Prinz Wilhelm von Preußen vermählt sich in Berlin mit Auguste Viktoria. Beide werden später das deutsche Kaiserpaar.
- 21. Mai: Das auf Initiative von Clara Barton entstandene Amerikanische Rote Kreuz wird gegründet.

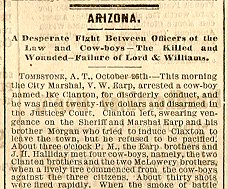
Zeitungsmeldung über die Schießerei am O. K. Corral

- 26. Oktober: In Tombstone (Arizona) wird die Schießerei am O. K. Corral ausgetragen, in der die McLaury-Brüder und die Clanton-Brüder Wyatt Earp und seinen Brüdern sowie Doc Holliday gegenüberstehen.

### Katastrophen

#### Erdbeben von Chios

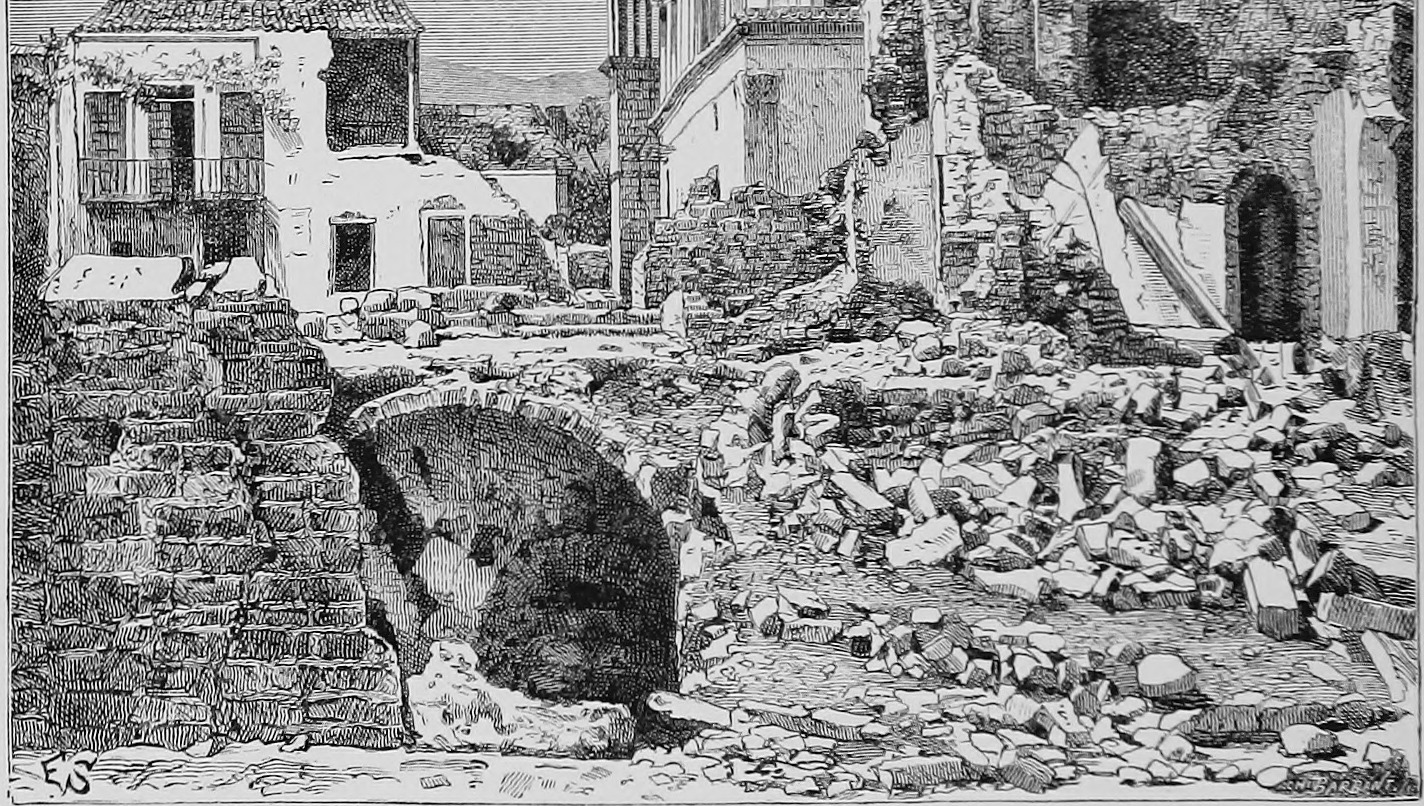
Illustration der Erdbebenschäden von Charles Barbant

- 3. April: Ein schweres Erdbeben verwüstet die zum Osmanischen Reich gehörige Insel Chios und die Çeşme-Halbinsel. Das Epizentrum des Bebens liegt wohl südöstlich der Insel. Die Zahl der Todesopfer wird mit 5058 bis 7866 angegeben, Tausende werden verletzt. Drei Viertel aller Gebäude auf der Insel werden zerstört oder beschädigt, die Stadt Chios verwüstet. Als Folge der Erdbebengeschehnisse kommt es möglicherweise zu einem kleineren Tsunami. Von der Küste entfernt gefundener Sand, der als Hinweis darauf gedeutet wird, könnte aber auch von Bodenverflüssigung stammen. In den folgenden Wochen ereignen sich mehrere starke Nachbeben.

#### Brandkatastrophen
- 23. März: Ein vom Rampenlicht ausgehender Brand zerstört die Oper Nizza mit über 200 Todesopfern. – Diese Katastrophe sowie die Theaterbrände vom 12. August in Prag und vom 8. Dezember in Wien bedeuten das Ende der Gasbeleuchtung im Theater und den Beginn ihrer Elektrifizierung.
- 12. August: Bei einem Feuer im erst am 11. Juni eröffneten Nationaltheater Prag brennen das Messingdach, die Bühne und der Zuschauerraum völlig nieder.

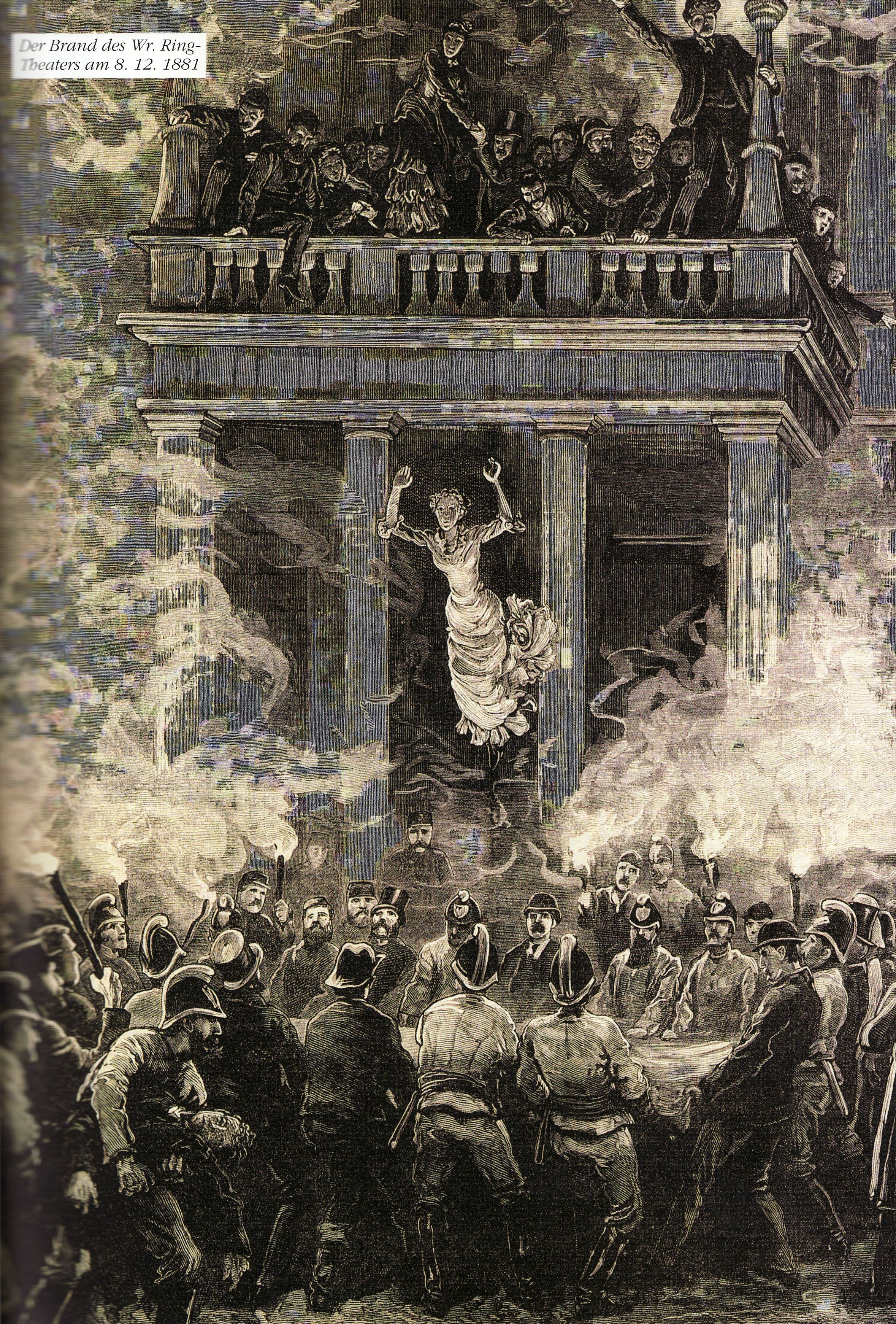
Darstellung des Wiener Ringtheaterbrands von Karl Pippich

- 8. Dezember: In Wien brennt beim Entzünden der Gasbeleuchtung das Ringtheater nieder, das Gebäude wird völlig zerstört. Der Ringtheaterbrand ist mit über 450 Toten eine der schwersten Brandkatastrophen im 19. Jahrhundert. In den Theatern wird danach der Eiserne Vorhang Pflicht. Am Tag nach dem Brand wird die Wiener Freiwillige Rettungsgesellschaft gegründet. An ihrer Spitze stehen Johann Nepomuk Graf Wilczek als Ehrenpräsident, Eduard Lamezan-Salins als Präsident und Jaromír Mundy als Generalsekretär.

#### Andere Katastrophen
- 30. August: Der britische Passagierdampfer Teuton rammt bei Danger Point an der Küste der südafrikanischen Kapkolonie ein Riff und sinkt während des Versuchs, die Hafenstadt Simon’s Town zu erreichen. Von den 272 Passagieren und Besatzungsmitgliedern überleben nur 36.
- 11. September: Beim Bergsturz von Elm am Tschingelberg im Schweizer Kanton Glarus brechen infolge unsachgemäßen Schieferabbaus etwa 10 Mio. m³ Gestein ab und verschütten einen Teil des Dorfes Elm; es sterben 114 Menschen, 83 Gebäude werden zerstört.
- 14. Oktober: Beim Unglück von Eyemouth verlieren 189 schottische Fischer durch einen Hurrikan an der Ostküste Schottlands ihr Leben.
- 15. Dezember: Die Staumauer El Habra in Algerien bricht; dabei kommen an die 250 Menschen ums Leben.

### Natur und Umwelt
- 4. August: Im spanischen Sevilla wird angeblich eine Temperatur von 50 °C gemessen. Das wäre der europäische Spitzenwert, bestätigt sind hingegen 46,6 °C.

### Sport
- 23. Juli: Mit dem Europäischen Turner-Bund (Fédération Européenne de Gymnastique – FEG) entsteht einer der ältesten internationalen Zusammenschlüsse auf Sportebene, nach Umbenennung 1921 durch Aufnahme außereuropäischer Mitglieder heute: Internationaler Turner-Bund (Fédération Internationale de Gymnastique – FIG).
- 20. November: Der Ruderclub Villach wird gegründet.
- 23. November: Gründung des EV Ravensburg
- Der Norweger Sveinung Svalastoga erreicht beim Skispringen auf dem Husebybakken in Kristiania (Oslo), die Weltrekordweite von 22 Metern.

## Geboren

### Januar
- 01. Januar: Vajiravudh, König von Siam (1910–1925) († 1925)
- 01. Januar: Carry van Bruggen, niederländische Schriftstellerin († 1932)
- 02. Januar: Justin Luquot, französischer Politiker und Résistant († 1944)
- 03. Januar: Paul Gustav Bernhard Assmann, deutscher Geologe und Paläontologe († 1967)
- 04. Januar: Ernst Epstein, österreichischer Architekt († 1938)
- 04. Januar: Cyril de Vère, französischer Autorennfahrer († 1964)
- 04. Januar: Wilhelm Lehmbruck, deutscher Bildhauer († 1919)
- 04. Januar: Nikolaj Velimirović, serbisch-orthodoxer Bischof († 1956)
- 04. Januar: Nikolai Andrejewitsch Roslawez, russischer Komponist († 1944)
- 05. Januar: Élie Bourgois, französischer Turner († 1946)
- 05. Januar: Pablo Gargallo, spanischer Bildhauer († 1934)
- 05. Januar: Paul Arnold Walty, Schweizer Fußballspieler († 1969)
- 07. Januar: Henrik Galeen, deutscher Drehbuchautor, Regisseur und Darsteller († 1949)
- 07. Januar: Felix Rütten, deutscher römisch-katholischer Priester, Historiker und Lehrer († 1961)
- 09. Januar: Lascelles Abercrombie, englischer Schriftsteller († 1938)
- 10. Januar: Auguste Le Guennant, französischer Organist, Komponist und Musikpädagoge († 1972)
- 12. Januar: Léon Fabert, französischer Autorennfahrer († 1936)
- 12. Januar: Léon Molon, französischer Autorennfahrer und Flugzeugpionier († 1952)
- 13. Januar: Wilhelm Worringer, deutscher Kunsthistoriker († 1965)
- 13. Januar: Friedrich Knutzen, deutscher Politiker († 1938)
- 14. Januar: Wassili Michailowitsch Alexejew, russischer Sinologe († 1951)
- 17. Januar: José André, argentinischer Komponist und Musikkritiker († 1944)
- 17. Januar: Alfred Radcliffe-Brown, britischer Sozialanthropologe († 1955)
- 17. Januar: Karl Scharnagl, Oberbürgermeister von München († 1963)
- 17. Januar: William Ewart Napier, US-amerikanischer Schachmeister englischer Herkunft († 1952)
- 21. Januar: Fritz Freisler, österreichischer Schauspieler und Filmregisseur († 1955)
- 22. Januar: Sigismund Freyer, deutscher Springreiter und Offizier († 1944)
- 25. Januar: Elly Heuss-Knapp, deutsche Politikerin, Gründerin des Müttergenesungswerks († 1952)
- 25. Januar: Emil Ludwig, deutscher Schriftsteller († 1948)
- 26. Januar: Forrest Lamont, kanadischer Sänger und Musikpädagoge († 1937)
- 26. Januar: Alfons Paquet, deutscher Journalist, Schriftsteller und Dichter († 1944)
- 28. Januar: Juan José de Amézaga Landaraso, uruguayischer Jurist († 1956)
- 28. Januar: Siegfried Jacobsohn, deutscher Journalist und Theaterkritiker († 1926)
- 31. Januar: Irving Langmuir, US-amerikanischer Chemiker, Physiker und Nobelpreisträger († 1957)

### Februar
- 01. Februar: Achim Konstantin Rudolf Ferdinand von Arnim, deutscher Offizier († 1940)
- 01. Februar: Otto Baer, Lokalpolitiker und Oberbürgermeister von Magdeburg († 1966)
- 01. Februar: José Ignacio Quintón, puerto-ricanischer Komponist und Pianist († 1925)
- 02. Februar: Alfredo Accorsi, italienischer Turner († 1951)
- 02. Februar: Lorenz Ludwig Maximilian Ernst von Angerer, deutscher Physiker († 1951)
- 02. Februar: Gustav Herglotz, deutscher Mathematiker und Astronom († 1953)
- 04. Februar: Fernand Léger, französischer Maler, Grafiker und Keramiker († 1955)
- 04. Februar: Jakow Protasanow, russisch-sowjetischer Filmregisseur († 1945)
- 04. Februar: Kliment Woroschilow, russischer Partei- und Staatsfunktionär, Marschall der Sowjetunion († 1969)
- 05. Februar: Richard Meister, österreichischer Altphilologe und Pädagoge († 1964)
- 07. Februar: Gladys Marie Deacon, Mätresse († 1977)
- 11. Februar: Carlo Carrà, italienischer Maler und Kunstschriftsteller († 1966)
- 11. Februar: Anselm Wütschert, Schweizer Straftäter († 1915)
- 12. Februar: Moritz Ruckhaeberle, Schweizer Kaufmann, Schauspieler und Bühnenautor († 1959)
- 12. Februar: Anna Pawlowa, russische Meistertänzerin des klassischen Balletts († 1931)
- 13. Februar: Eleanor Farjeon, britische Kinderbuchautorin, Lyrikerin und Dramatikerin († 1965)
- 14. Februar: František Čech-Vyšata, tschechischer Reiseschriftsteller († 1942)
- 16. Februar: Hans Meiser, evangelischer Landesbischof von Bayern († 1956)
- 16. Februar: Hans Vogel, deutscher Holzbildhauer und Politiker († 1945)
- 19. Februar: Armin Knab, deutscher Komponist († 1951)
- 19. Februar: Paul Zech, deutscher Schriftsteller und Publizist des Expressionismus († 1946)
- 21. Februar: Kenneth J. Alford, britischer Komponist († 1945)
- 21. Februar: Heinrich Mendelssohn, deutscher Bauunternehmer († 1959)
- 21. Februar: Walter Scharwenka, deutscher Komponist und Organist († 1960)
- 22. Februar: Josef Scheuber, Schweizer Geistlicher und Pädagoge († 1961)
- 24. Februar: Per Askim, norwegischer Marineoffizier († 1963)
- 24. Februar: Gustav Hillard, deutscher Schriftsteller, Dramaturg und Kritiker († 1972)
- 25. Februar: Alexei Rykow, sowjetischer Politiker († 1938)
- 26. Februar: Hans Strobel, deutscher Architekt und Baurat († 1953)
- 26. Februar: Janus Djurhuus, färöischer Dichter († 1948)
- 27. Februar: Luitzen Egbertus Jan Brouwer, niederländischer Mathematiker († 1966)
- 27. Februar: Sveinn Björnsson, erster isländischer Präsident († 1952)
- 28. Februar: Fernand Sanz, französischer Bahnradsportler († 1925)

### März
- 01. März: Léon Derny, französischer Auto- und Motorradrennfahrer († 1963)
- 02. März: Jakob Rauch, deutscher Geistlicher († 1956)
- 04. März: Todor Aleksandrow, bulgarisch-makedonischer Wojwode und Gründer der IMRO († 1924)
- 04. März: Richard C. Tolman, US-amerikanischer Physiker († 1948)
- 05. März: Philip Allen Bennett, US-amerikanischer Politiker († 1942)
- 05. März: Hildegard Maria von Bayern, bayerische Prinzessin († 1948)
- 06. März: Jack C. Walton, US-amerikanischer Politiker († 1949)
- 09. März: Ernest Bevin, britischer Gewerkschaftsführer und Politiker († 1951)
- 09. März: Wera Tubandt, deutsche Chemikerin († 1944)
- 11. März: Ladislav Zelenka, tschechischer Cellist († 1957)
- 12. März: Gustav Wolff, deutscher Lehrer und Ornithologie († 1965)
- 13. März: Gustav Karl Wilhelm Aubin, deutsch-österreichischer Nationalökonom und Wirtschaftshistoriker († 1938)
- 14. März: Eduard Ludwig Alexander, deutscher Politiker († 1945)
- 14. März: Paul Köttgen, deutscher Bodenkundler († 1956)
- 15. März: John Peter Barnes, US-amerikanischer Jurist († 1959)
- 16. März: Vicente Tosta Carrasco, Präsident von Honduras († 1930)
- 17. März: Walter Rudolf Hess, Schweizer Physiologe († 1973)

Helene Weber, 1919

- 17. März: Helene Weber, deutsche Politikerin, eine der vier „Mütter des Grundgesetzes“ († 1962)
- 18. März: Paul Le Flem, französischer Komponist († 1984)
- 18. März: Josef Suttner, tschechischer Hornist († 1974)
- 19. März: Emmy Gotzmann, deutsche Malerin des Nachimpressionismus († 1950)
- 19. März: Peter Pringsheim, deutscher Physiker († 1963)
- 20. März: Leberecht Migge, deutscher Landschaftsarchitekt († 1935)
- 20. März: Madame d’Ora, österreichische Fotografin († 1963)
- 20. März: Fritz Pfleumer, deutsch-österreichischer Ingenieur († 1945)
- 20. März: Eugène Schueller, französischer Chemiker und Gründer von L’Oréal († 1957)
- 21. März: Karl Fischer, deutscher Begründer der Wandervogelbewegung († 1941)
- 23. März: Roger Martin du Gard, französischer Schriftsteller († 1958)
- 23. März: Egon Petri, niederländischer Pianist († 1962)

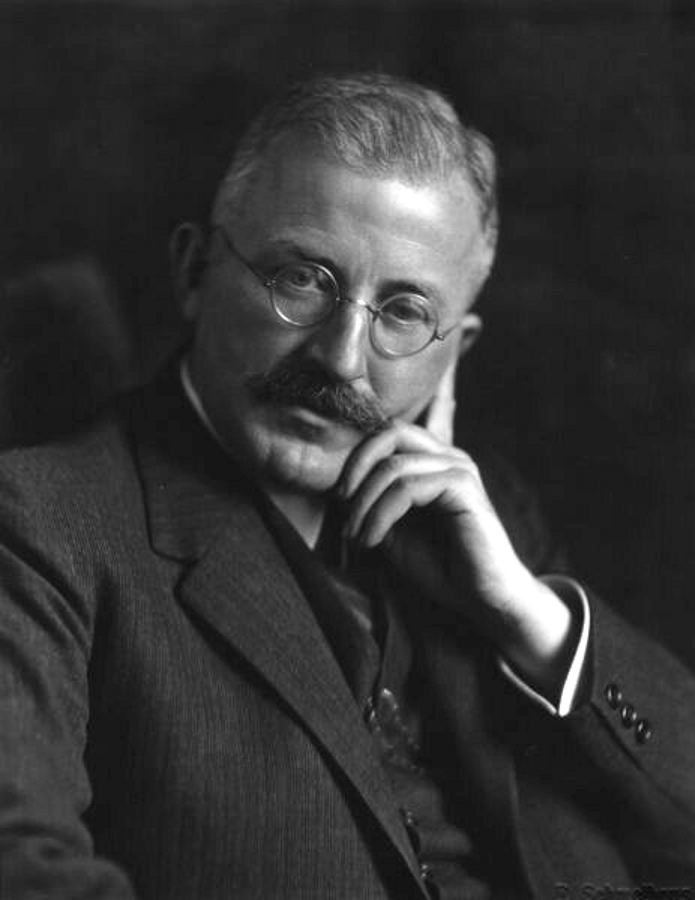
Hermann Staudinger

- 23. März: Hermann Staudinger, deutscher Chemiker († 1965)
- 24. März: Arria Ly, französische Feministin († 1934)

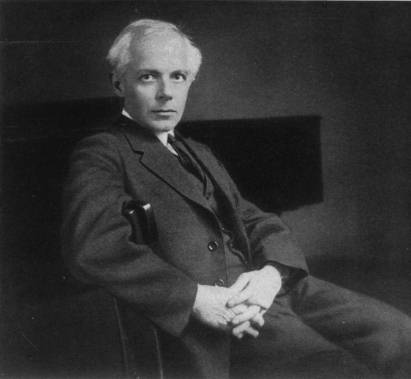
Béla Bartók, 1927

- 25. März: Béla Bartók, ungarischer Komponist († 1945)
- 26. März: Gaetano Azzariti, italienischer Jurist und Politiker († 1961)
- 28. März: Martin Sheridan, US-amerikanischer Leichtathlet († 1918)
- 31. März: Otto Stolz, österreichischer Historiker und Volkskundler († 1957)

### April
- 01. April: Octavian Goga, rumänischer Dichter, Dramenautor und Politiker († 1938)
- 01. April: Wilhelm Sollmann, deutscher Journalist und Politiker († 1951)
- 02. April: Diran Alexanian, armenischer Cellist, Komponist und Musikpädagoge († 1954)
- 03. April: Alcide De Gasperi, italienischer Staatsmann und Politiker († 1954)
- 03. April: Hans Kniep, deutscher Botaniker und Universitätsprofessor († 1930)
- 03. April: Max Spielmann, deutschsprachiger Architekt († 1970)
- 04. April: Wilhelm Büning, deutscher Architekt († 1958)
- 04. April: Marie Madeleine von Puttkamer, deutsche Schriftstellerin († 1944)
- 05. April: Wilhelm Dachauer, österreichischer Maler († 1951)
- 05. April: Olga Limburg, deutsche Schauspielerin († 1970)
- 07. April: Rudolph Wolken, deutsch-US-amerikanischer Ringer († 1956)
- 08. April: Fernand Lamy, französischer Dirigent, Komponist und Musikpädagoge († 1966)
- 08. April: Peter Rohr, rumäniendeutscher Komponist und Dirigent († 1956)
- 11. April: Harvey Bartlett Gaul, US-amerikanischer Komponist und Organist († 1945)
- 11. April: José Fórmica, spanischer Ruderer († 1954)
- 12. April: Walther Adam, deutscher Industrieller und Kunstsammler († 1964)
- 12. April: Earle Bradford Mayfield, US-amerikanischer Politiker († 1964)
- 12. April: Rudolf Ramek, österreichischer Jurist und Politiker († 1941)
- 13. April: Ludwig Binswanger, Schweizer Psychiater († 1966)
- 13. April: Ernst Heilmann, deutscher Politiker († 1940)
- 13. April: Hermann Thorade, deutscher Meereskundler († 1945)
- 14. April: Henryk Grossmann, deutsch-polnischer Ökonom, Statistiker und Historiker († 1950)
- 16. April: Wilhelm Ernst Asbeck, deutscher Schriftsteller († 1947)
- 17. April: Anton Wildgans, österreichischer Dramatiker und Lyriker († 1932)
- 18. April: Ferdinand Habacher, österreichischer Veterinärmediziner und Hochschullehrer († 1971)
- 19. April: Hans Löscher (eig. Gustav Robert Löscher), deutscher Schriftsteller und Pädagoge († 1946)
- 19. April: William von Simpson, deutscher Schriftsteller († 1945)
- 20. April: Nikolai Mjaskowski, russischer Komponist († 1950)
- 20. April: Marc de Ranse, französischer Komponist, Organist, Dirigent und Musikpädagoge († 1951)
- 20. April: Leopold Rückert, badischer Politiker († 1942)
- 21. April: Günther Jacoby, deutscher Philosoph († 1969)
- 24. April: Ernesto Buonaiuti, italienischer Theologe († 1946)
- 24. April: Jakob Kneip, deutscher Heimatdichter im Hunsrück († 1958)
- 24. April: Paul Merker, deutscher Literaturhistoriker († 1945)
- 24. April: Lotte Spira, deutsche Schauspielerin († 1943)
- 30. April: Julian F. Abele, US-amerikanischer Architekt († 1950)

### Mai
- 01. Mai: Pierre Teilhard de Chardin, französischer Jesuit, Geologe und Paläontologe († 1955)
- 03. Mai: Wilhelm Ferch, rumäniendeutscher Komponist und Chorleiter († 1922)
- 04. Mai: Alexander Kerenski, russischer Politiker († 1970)
- 05. Mai: Victor Pierre Le Gorgeu, französischer Politiker und Résistant († 1963)
- 07. Mai: Jonathan Petersen, grönländischer Komponist, Liedermacher, Dichter, Schriftsteller, Sprachwissenschaftler, Organist und Hochschullehrer († 1961)
- 08. Mai: Rudolf Staechelin, Schweizer Unternehmer und Kunstsammler († 1946)
- 09. Mai: Hermann Aichele, deutscher Verwaltungsbeamter († 1940)
- 10. Mai: Karl Brückel, deutscher Schauspieler, Theaterregisseur, Sänger und Hörspielsprecher († 1980)
- 11. Mai: Theodore von Kármán, ungarischer Pionier der modernen Aerodynamik († 1963)
- 12. Mai: Achmed Abdullah, US-amerikanischer Schriftsteller und Drehbuchautor russischer Herkunft († 1945)
- 15. Mai: Hugo Zuckermann, deutscher Schriftsteller und Zionist († 1914)
- 16. Mai: Breckinridge Long, US-amerikanischer Diplomat († 1958)
- 16. Mai: Hans Tichi, deutscher Vertriebenenpolitiker († 1955)
- 19. Mai (symbolisch): Mustafa Kemal Atatürk, türkischer Staatsgründer und erster Präsident († 1938)
- 20. Mai: Władysław Sikorski, polnischer Offizier und Politiker († 1943)
- 21. Mai: Heinrich Haslinde, deutscher Politiker († 1958)
- 21. Mai, Iosif Iser, rumänischer Maler († 1958)
- 23. Mai: Ludwig Kaas, deutscher Politiker (Zentrum) († 1952)
- 24. Mai: August Konermann, deutscher römisch-katholischer Pfarrer und Publizist († 1950)
- 26. Mai: Rudolf Berg, deutscher Industrieller († 1955)
- 26. Mai: Adolfo de la Huerta, Sänger, Politiker und Präsident von Mexiko († 1955)
- 27. Mai: Adolf Erbslöh, deutscher Maler († 1947)
- 27. Mai: Edward V. Robertson, US-amerikanischer Politiker walisischer Herkunft († 1963)
- 28. Mai: Augustin Bea, deutscher Kardinal und Theologe († 1968)
- 28. Mai: Joseph Rous, französischer Politiker († 1974)
- 30. Mai: Georg Kohl, deutscher Politiker († 1952)
- 30. Mai: Georg von Küchler, deutscher Generalfeldmarschall im Zweiten Weltkrieg († 1968)
- 31. Mai: Heinrich Burger, deutscher Eiskunstläufer († 1942)

### Juni
- 02. Juni: Heinrich Achenbach, deutscher Politiker († 1966)
- 03. Juni: Marcel Chailley, französischer Geiger und Musikpädagoge († 1936)
- 03. Juni: Arthur Henney, deutscher Automobilrennfahrer und Unternehmer († 1958)
- 03. Juni: Michail Fjodorowitsch Larionow, russischer Maler († 1964)
- 04. Juni: Barthélémy Bruyère, belgischer Autorennfahrer († 1950)
- 04. Juni: Richard Kurt Donin, österreichischer Kunsthistoriker († 1963)
- 05. Juni: Axel Leonard Wenner-Gren, schwedischer Großindustrieller († 1961)
- 05. Juni: François Coli, französischer Flugpionier († 1927)
- 07. Juni: Lucien Bersot, französisches Opfer französischer Militärjustiz († 1915)
- 08. Juni: Próspero Bisquertt, chilenischer Komponist († 1959)
- 09. Juni: Felix Graf von Luckner, deutscher Seefahrer und Schriftsteller († 1966)
- 10. Juni: Ed Sol, niederländischer Fußballspieler († 1965)
- 10. Juni: Leopold von Hoesch, deutscher Diplomat († 1936)
- 12. Juni: Johann Jakob Ammann, österreichischer Politiker († 1955)
- 13. Juni: Mary Antin, US-amerikanische Autorin und Aktivistin († 1949)
- 14. Juni: George Alan Thomas, britischer Schach-, Badminton- und Tennisspieler († 1972)
- 14. Juni: Karl Müller, deutscher Botaniker und Önologe († 1955)
- 15. Juni: Milly Steger, deutsche Bildhauerin († 1948)
- 16. Juni: Natalja Sergejewna Gontscharowa, russisch-französische Malerin († 1962)
- 17. Juni: Leonhard Adelt, deutscher Buchhändler, Schriftsteller und Journalist († 1945)
- 18. Juni: Zoltán von Halmay, ungarischer Schwimmer und Schwimmtrainer († 1956)
- 18. Juni: Jimmy Walker, Bürgermeister von New York († 1946)
- 21. Juni: Camille Drevet, französische Feministin, Pazifistin und Antikolonialistin († 1969)
- 25. Juni: Robert Gilbert Vansittart, britischer Diplomat († 1957)
- 26. Juni: Marie Schlieps, deutsch-baltische Diakonisse und evangelische Märtyrerin († 1919)
- 27. Juni: Paul Fauchet, französischer Organist und Komponist († 1937)
- 29. Juni: Ilse Franke-Oehl, österreichische Schriftstellerin († 1938)
- 29. Juni: Curt Sachs, deutscher Musiktheoretiker und Lehrer († 1959)
- 29. Juni: Louis Trousselier, französischer Radrennfahrer († 1939)
- 30. Juni: Leopold Petznek, österreichischer Politiker, Präsident des Rechnungshofs († 1956)
- 30. Juni: Friedrich Zucker, deutscher Altphilologe und Papyrologe († 1973)

### Juli
- 01. Juli: Franz Heinrich Achermann, Schweizer Geistlicher und Autor († 1946)
- 01. Juli: Georg Forster, Schweizer Schullehrer und Politiker († 1945)
- 02. Juli: Eduard von Steiger, Schweizer Politiker († 1962)
- 02. Juli: Egenolf von Berckheim, deutscher U-Boot-Kommandant († 1915)
- 03. Juli: Simeon Dooley, US-amerikanischer Blues-Sänger und Gitarrist († 1961)
- 04. Juli: Paul Augé, französischer Verleger, Romanist und Lexikograf († 1951)
- 05. Juli: August Hlond, Erzbischof von Warschau und Primas in Polen († 1948)
- 05. Juli: Thomas Parnell, aus England stammender erster Professor für Physik an der Universität Queensland (Australien) († 1948)
- 06. Juli: Nancy Dalberg, dänische Komponistin († 1949)
- 07. Juli: Hugo Dingler, deutscher Philosoph († 1954)
- 07. Juli: Josef Winckler, deutscher Schriftsteller († 1966)
- 09. Juli: Jacques Schwob d’Héricourt, französischer Filmproduzent († 1943)
- 12. Juli: Franz Schrönghamer-Heimdal, deutscher Heimatdichter († 1962)
- 12. Juli: Ludwig Rubiner, deutscher Dichter, Literaturkritiker und Essayist († 1920)
- 13. Juli: Wilhelm Lamszus, deutscher Reformpädagoge und Antikriegsschriftsteller († 1965)
- 16. Juli: Fernando Ortíz Fernández, kubanischer Wissenschaftler, Politiker und Jurist († 1969)
- 17. Juli: Edmund Bursche, polnischer evangelischer Theologe, Kirchenhistoriker und Pfarrer († 1940)
- 18. Juli: René Nicod, französischer Politiker und Résistant († 1950)
- 19. Juli: Friedrich Dessauer, deutscher Physiker, Unternehmer und Publizist († 1963)
- 22. Juli: Bolesław Wieniawa-Długoszowski, polnischer Arzt, General, Diplomat und Politiker († 1942)
- 22. Juli: Ludwig Heinrich Jungnickel, österreichischer Maler und Illustrator († 1965)
- 23. Juli: Georg Freundorfer, deutscher Zitherspieler und Komponist († 1940)
- 26. Juli: Bernhard Bleeker, deutscher Bildhauer († 1968)
- 26. Juli: Jean Chassagne, französischer Autorennfahrer († 1947)
- 26. Juli: Osanai Kaoru, japanischer Dramatiker, Übersetzer und Theaterdirektor († 1928)

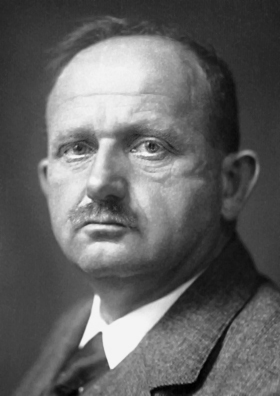
Hans Fischer, 1930

- 27. Juli: Hans Fischer, deutscher Chemiker († 1945)
- 28. Juli: William Bowman, US-amerikanischer Fechter und Rechtsanwalt († 1947)
- 28. Juli: Günther Quandt, deutscher Industrieller († 1954)
- 29. Juli: Ignacy Dygas, polnischer Sänger (Tenor) († 1947)
- 29. Juli: Arnold von Salis, Schweizer Archäologe († 1958)

### August
- 01. August: Kornel Abel, österreichischer Offizier († unbekannt)
- 01. August: Aizu Yaichi, japanischer Literaturwissenschaftler und Lyriker († 1956)
- 01. August: Stanisław Kazuro, polnischer Komponist († 1961)
- 01. August: Otto Toeplitz, deutscher Professor der Mathematik († 1940)
- 04. August: Wenzel Hablik, deutscher Maler, Graphiker und Kunsthandwerker († 1934)

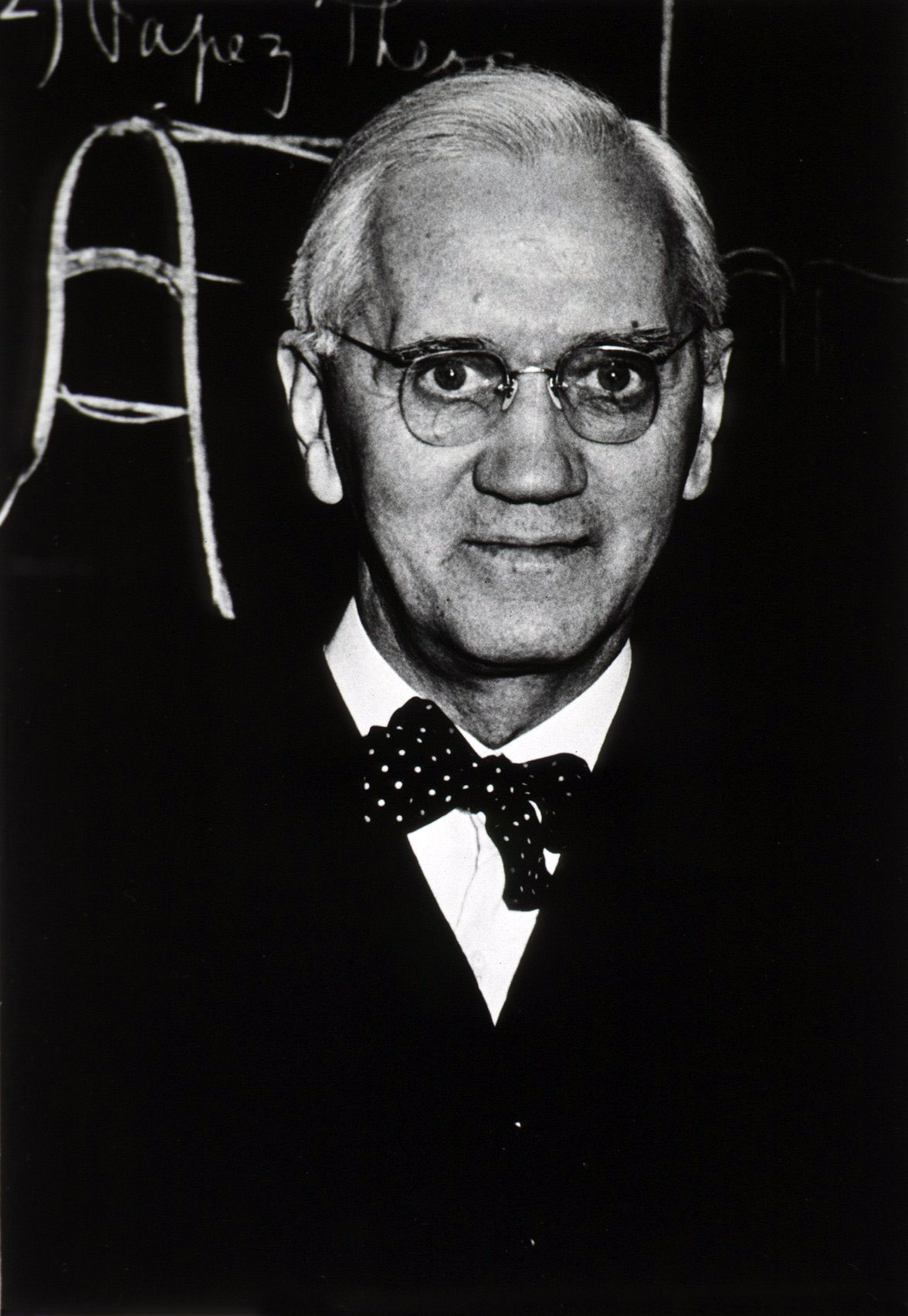
Alexander Fleming

- 06. August: Alexander Fleming, britischer Bakteriologe und Nobelpreisträger († 1955)
- 07. August: François Darlan, französischer Admiral und Politiker († 1942)
- 08. August: Ewald von Kleist, Generalfeldmarschall im Dritten Reich († 1954)
- 09. August: Adele Bloch-Bauer, österreichische Unternehmergattin und Modell von Gustav Klimt († 1925)
- 10. August: Witter Bynner, US-amerikanischer Dichter († 1968)
- 12. August: Wolfgang Aly, deutscher klassischer Philologe († 1962)
- 12. August: Cecil B. DeMille, US-amerikanischer Regisseur und Filmproduzent († 1959)
- 13. August: Friedrich Wilhelm von Rauchhaupt, deutscher Rechtswissenschaftler († 1989)
- 15. August: Elisabeth Schiemann, deutsche Botanikerin († 1972)
- 18. August: Bruno Adriani, deutsch-US-amerikanischer Jurist, Kunsthistoriker und Mäzen († 1971)
- 18. August: Hermann Zilcher, deutscher Komponist, Musikpädagoge und Pianist († 1948)
- 19. August: George Enescu, rumänischer Komponist, Violinist und Dirigent († 1955)
- 19. August: Georg Glatzl, deutscher Orgelbauer († 1947)
- 19. August: Eva von der Osten, deutsche Sängerin (Sopran) († 1936)
- 20. August: Rosa Manus, niederländische Feministin († 1943)
- 24. August: Vincenzo Lancia, italienischer Automobilkonstrukteur († 1937)
- 26. August: Franz Gürtner, deutscher Politiker, Justizminister während der NS-Zeit († 1941)
- 27. August: Josef Beyerle, württembergischer Politiker († 1963)
- 29. August: Byron Patton Harrison, US-amerikanischer Politiker († 1941)
- 29. August: Edvin Kallstenius, schwedischer Komponist († 1967)
- 29. August: Valery Larbaud, französischer Schriftsteller und Literaturkritiker († 1957)

### September
- 01. September: Octave Aubry, französischer Historiker und Schriftsteller († 1946)
- 04. September: Gaby Deslys, französische Revue-Tänzerin, Schauspielerin, Sängerin († 1920)
- 05. September: Henry Maitland Wilson, britischer Feldmarschall im Zweiten Weltkrieg († 1964)
- 05. September: Otto Bauer, österreichischer Sozialdemokrat († 1938)
- 07. September: Johann Baptist Aufhauser, deutscher Theologe († 1963)
- 08. September: Harry Hillman, US-amerikanischer Leichtathlet und Olympiasieger († 1945)
- 09. September: René Migeot, französischer Autorennfahrer († 1934)
- 10. September: Albrecht Oepke, deutscher evangelischer Theologe († 1955)

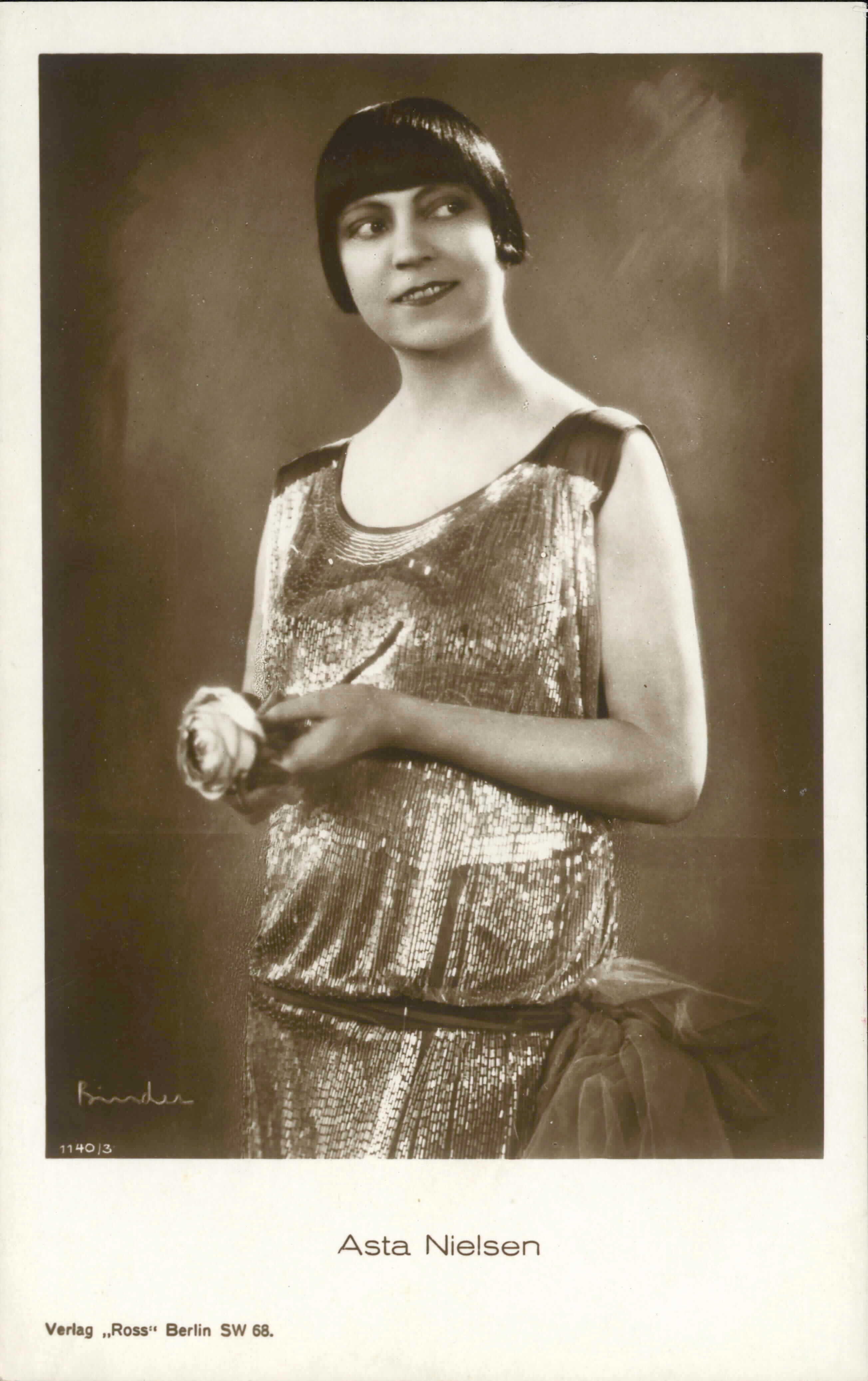
Asta Nielsen

- 11. September: Asta Nielsen, dänische Schauspielerin († 1972)
- 12. September: Hendrik Enno Boeke, niederländischer Mineraloge († 1918)
- 12. September: Adolf Hühnlein, Führer des nationalsozialistischen Kraftfahrerkorps (NSKK) († 1942)
- 12. September: Daniel Jones, englischer Anglist und Phonetiker († 1967)
- 13. September: Rudolf Lasarewitsch Samoilowitsch, sowjetischer Polarforscher und Geologe († 1939)

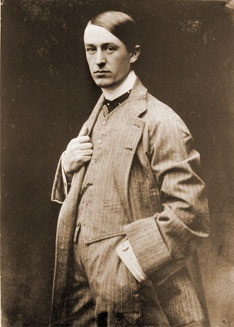
Ettore Bugatti, um 1900

- 15. September: Ettore Bugatti, italienischer Automobilfabrikant und Konstrukteur († 1947)
- 16. September: Ludwig Klitzsch, deutscher Publizist und Manager († 1954)
- 18. September: Sydney Anderson, US-amerikanischer Politiker († 1948)
- 19. September: Hermine Peine, deutsche SPD-Politikerin († 1973)
- 21. September: Ernst Frick, Schweizer Maler († 1956)
- 22. September: Ludwig Pfandl, deutscher Schriftsteller, Romanist, Hispanist und Historiker († 1942)
- 23. September: Carla Mann, deutsche Schauspielerin († 1910)
- 25. September: Karl Siegle, deutscher Politiker, Gewerkschafter und Widerstandskämpfer gegen das NS-Regime († 1947)
- 25. September: Lu Xun, chinesischer Schriftsteller († 1936)
- 26. September: Ernst Gräfenberg, deutscher Mediziner († 1957)
- 27. September: William Clothier, US-amerikanischer Tennisspieler († 1962)
- 28. September: Eleonora Sears, US-amerikanische Tennisspielerin († 1968)
- 29. September: Ludwig von Mises, österreichischer Ökonom († 1973)

### Oktober
- 01. Oktober: William Edward Boeing, US-amerikanischer Flugzeugkonstrukteur († 1956)
- 01. Oktober: Theodor Albin Findeisen, deutscher Kontrabassist und Pädagoge († 1936)
- 04. Oktober: Walther von Brauchitsch, deutscher Soldat, Oberbefehlshaber des Heeres im Dritten Reich († 1948)
- 04. Oktober: Louis Noguères, französischer Politiker und Widerstandskämpfer († 1956)
- 04. Oktober: Henry Potter, US-amerikanischer Golfspieler († 1955)
- 09. Oktober: Friedrich Syrup, deutscher Jurist und Politiker († 1945)
- 09. Oktober: Victor Klemperer, deutscher Schriftsteller und Literaturwissenschaftler († 1960)
- 11. Oktober: Eugène Flaud, französischer Autorennfahrer († 1950)
- 11. Oktober: Hans Kelsen, österreichischer Rechtswissenschaftler († 1973)
- 11. Oktober: Hans Otto Löwenstein, österreichischer Filmregisseur und -produzent († 1931)
- 11. Oktober: Lewis Fry Richardson, britischer Mathematiker und Friedensforscher († 1953)
- 11. Oktober: Wilhelm Seedorf, deutscher Landwirtschaftsbetriebswirt († 1984)
- 12. Oktober: Carlos López Buchardo, argentinischer Komponist, Pianist und Musikpädagoge († 1948)
- 15. Oktober: José Arce, argentinischer Politiker († 1968)
- 15. Oktober: P. G. Wodehouse, britischer Schriftsteller († 1975)
- 16. Oktober: Vilhelm Buhl, dänischer Jurist und sozialdemokratischer Politiker († 1954)
- 19. Oktober: Kurt von Priesdorff, preußischer Major, Geheimer Regierungsrat, Militärhistoriker und Autor († 1967)
- 20. Oktober: Josef Ferdinand Kleindinst, deutscher Politiker († 1962)
- 21. Oktober: Paul Franke, deutscher Verleger († 1984)
- 22. Oktober: Clinton Davisson, US-amerikanischer Physiker († 1958)
- 22. Oktober: Johannes Freumbichler, österreichischer Heimatschriftsteller († 1949)
- 24. Oktober: Paul Basilius Barth, Schweizer Kunstmaler († 1955)

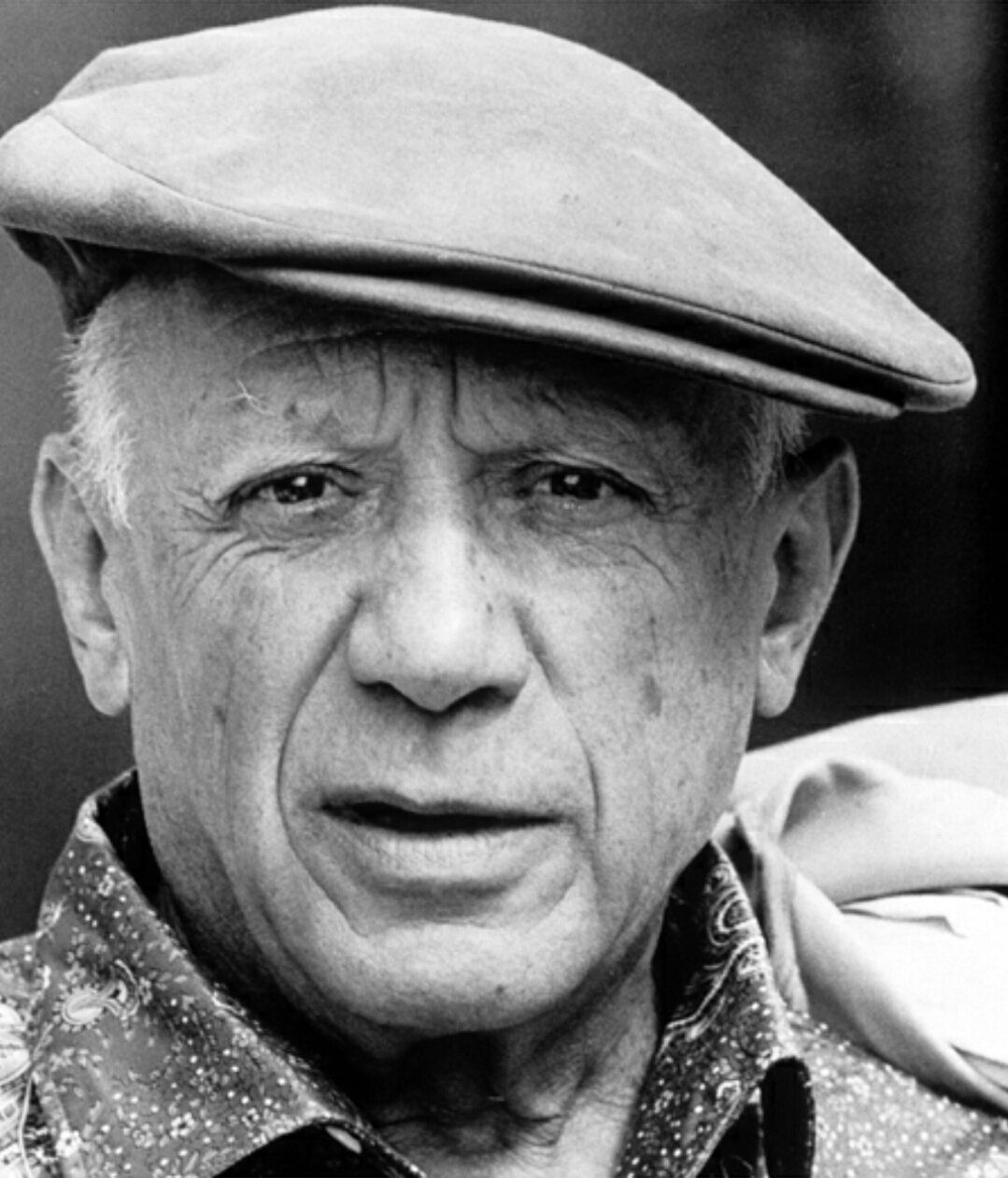
Pablo Picasso, 1962

- 25. Oktober: Pablo Picasso, spanischer Maler († 1973)
- 26. Oktober: Carl Stegmann, deutscher Kaufmann und Reeder († 1967)
- 26. Oktober: Paul Röntgen, deutscher Hochschullehrer und Rektor der RWTH Aachen († 1965)
- 27. Oktober: Eberhard Encke, deutscher Bildhauer († 1936)
- 28. Oktober: Friedrich Hopfner, deutscher Geodät, Geophysiker und Planetenforscher († 1949)
- 28. Oktober: Fritz Spieß, deutscher Marineoffizier († 1959)
- 30. Oktober: Lena Christ, deutsche (bayerische) Heimatschriftstellerin († 1920)
- 30. Oktober: Lukas Christ, Schweizer evangelischer Geistlicher († 1958)

### November
- 02. November: Margrethe Klenze, deutsche Malerin († 1977)
- 04. November: Carlo Chiarlo, italienischer Kardinal der römisch-katholischen Kirche († 1964)
- 06. November: Ludwig Christian Haeusser, deutscher Wanderprediger († 1927)
- 08. November: Robert Esnault-Pelterie, französischer Luftfahrt- und Raketenpionier († 1957)
- 08. November: Jacob Fleck, österreichischer Filmpionier, Drehbuchautor, Regisseur, Produzent († 1953)
- 08. November: Walter Riehl, österreichischer Rechtsanwalt und Politiker († 1955)
- 12. November: Ulrich von Hassell, deutscher Diplomat und Widerstandskämpfer des 20. Juli 1944 († 1944)
- 12. November: Jacob Hergenhahn, deutsch-US-amerikanischer Kunstturner († 1966)
- 12. November: Maximilian von Weichs, deutscher Generalfeldmarschall († 1954)
- 13. November: Rudolf Minger, Schweizer Politiker († 1955)
- 14. November: Nicholas Schenck, US-amerikanischer Filmpionier († 1969)
- 14. November: René Tartara, französischer Schwimmer und Wasserballspieler († 1922)
- 15. November: Franklin Leopold Adams, US-amerikanischer Journalist, Übersetzer und Radiosprecher († 1960)
- 16. November: Hugo Meisl, österreichischer Fußballnationaltrainer († 1937)
- 17. November: Nazzareno De Angelis, italienischer Opernsänger († 1962)
- 17. November: Walter Waentig, deutscher Maler, Grafiker und Naturschützer († 1962)
- 17. November: Herbert Sanford Walters, US-amerikanischer Politiker († 1973)
- 17. November: Julius Christiaan van Oven, niederländischer Rechtswissenschaftler und Politiker. († 1963)
- 18. November: Karl Gösta Åsbrink, schwedischer Sportler († 1966)
- 21. November: Karl Wunderli, Schweizer Landwirt und Politiker († 1961)
- 22. November: Enver Pascha, Politiker, General und Kriegsminister des Osmanischen Reichs († 1922)
- 22. November: Wilhelm Gustav Damm, Schweizer Komponist († 1949)
- 23. November: Edward Leicester Atkinson, britischer Parasitologe, Arzt und Polarforscher († 1929)
- 25. November: Johannes XXIII., Papst von 1958 bis 1963 († 1963)
- 25. November: Peder Gram, dänischer Komponist († 1956)
- 26. November: Gaetano Cicognani, italienischer Nuntius und Präfekt der apostolischen Signatur († 1962)
- 26. November: Leo Smith, kanadischer Komponist, Cellist und Musikpädagoge († 1952)
- 27. November: Ludwig Frankenthal, deutscher Chirurg († 1944)
- 28. November: Cecil Healy, australischer Schwimmer († 1918)
- 28. November: Xaver Henselmann, deutscher Architekt († 1918)
- 28. November: Stefan Zweig, österreichischer Schriftsteller († 1942)
- 29. November: Hermann Ehrhardt, deutschnationaler Militär- und Freikorpsführer († 1971)

### Dezember
- 02. Dezember: Pierre-Aurèle Asselin, kanadischer Sänger († 1964)
- 02. Dezember: Heinrich Barkhausen, deutscher Physiker († 1956)
- 03. Dezember: Henry Fillmore, US-amerikanischer Komponist, Posaunist und Kapellmeister († 1956)
- 04. Dezember: Felice Nazzaro, italienischer Automobilrennfahrer († 1940)
- 04. Dezember: Erwin von Witzleben, deutscher General und Widerstandskämpfer des 20. Juli († 1944)
- 06. Dezember: Frances Helen Aitchison, britische Tennisspielerin († 1947)
- 06. Dezember: Carl Adolf Martienssen, deutscher Pianist und Musikpädagoge († 1955)
- 06. Dezember: Frieda Mikola, österreichische Lehrerin und Politikerin († 1958)
- 07. Dezember: Josef Flegl, tschechischer Komponist, Cellist und Musikpädagoge († 1962)
- 08. Dezember: Albert Gleizes, französischer Maler und Schriftsteller († 1953)
- 08. Dezember: Padraic Colum, irischer Schriftsteller († 1972)
- 09. Dezember: Johanna Sönnichsen, deutsche Landschaftsmalerin († 1968)
- 11. Dezember: Elise Aulinger, deutsche Volksschauspielerin († 1965)
- 15. Dezember: Eugen Bolz, deutscher Politiker und Widerstandskämpfer († 1945)
- 16. Dezember: Henri Fernand Dentz, französischer Armeegeneral († 1945)
- 18. Dezember: Clifford Warren Ashley, US-amerikanischer Maler und Autor († 1947)
- 18. Dezember: Frida Levy, deutsche Bürgerrechtlerin († 1942)
- 18. Dezember: Wilhelm Heile, deutscher Politiker († 1969)
- 20. Dezember: Heinrich Drake, deutscher Politiker († 1970)
- 22. Dezember: Franz Springer, deutscher Komponist und Dirigent († 1950)
- 24. Dezember: Charles Wakefield Cadman, US-amerikanischer Komponist († 1946)
- 24. Dezember: Juan Ramón Jiménez, spanischer Lyriker, Prosaist und Nobelpreisträger († 1958)
- 24. Dezember: Otto Lukas, deutscher Lehrer, Dichter und Schriftsteller († 1956)
- 25. Dezember: Christian Hülsmeyer, deutscher Unternehmer; Erfinder des Radars († 1957)
- 25. Dezember: John Dill, britischer Feldmarschall († 1944)
- 25. Dezember: Albert Guyot, französischer Unternehmer und Autorennfahrer († 1947)
- 27. Dezember: Kurt Beyer, deutscher Bauingenieur († 1952)
- 29. Dezember: Swami Sri Ananda Acharya, indischer Philosophieprofessor, Yogi, Guru und Poet († 1945)

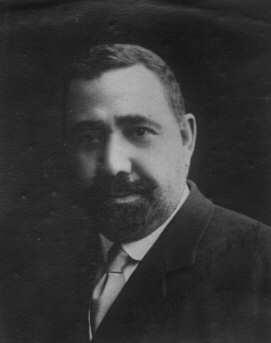
António Granjo

- 27. Dezember: António Joaquim Granjo, portugiesischer Ministerpräsident († 1921)

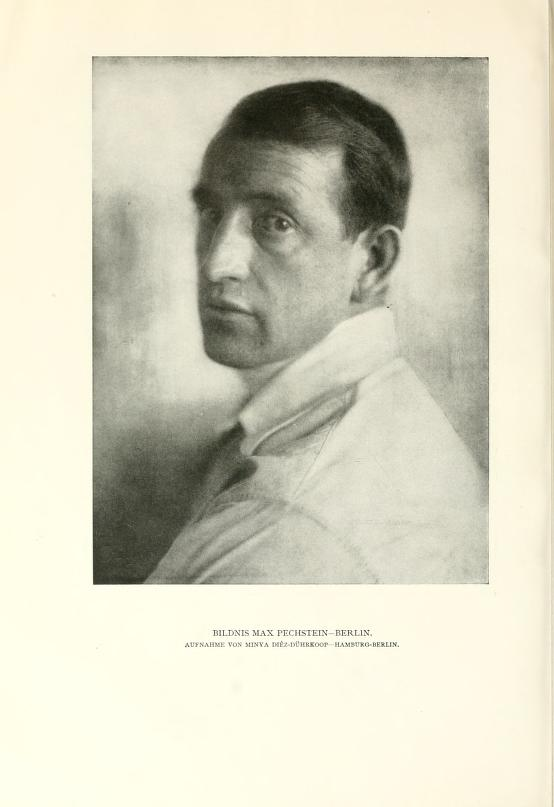
Max Pechstein, 1920

- 31. Dezember: Max Pechstein, deutscher Maler und Graphiker († 1955)
- 31. Dezember: Jacob Israël de Haan, niederländischer Autor, Jurist und Journalist († 1924)

### Genaues Geburtsdatum unbekannt
- José Feliciano Ama, indigener Bauernführer in El Salvador († 1932)
- Esra Atja, israelischer Rabbiner († 1970)
- Mustafa Kemal, türkischer Politiker, Begründer der modernen Türkei († 1938)
- Carlo Maserati, italienischer Ingenieur, Motorrad- und Automobilrennfahrer († 1910)
- Seumas O’Kelly, irischer Journalist und Schriftsteller († 1918; Geburtsjahr ungesichert)
- César Stiattesi, argentinischer Komponist, Dirigent und Musikpädagoge († 1934)

## Gestorben

### Erstes Quartal
- 04. Januar: Neofit Rilski, Aktivist der Bulgarischen Nationalen Wiedergeburt (* 1793)
- 05. Januar: Hippolyte Auger, französischer Romanschriftsteller und Theaterdichter (* 1797)
- 11. Januar: Giovanni Arrivabene, italienischer Nationalökonom (* 1787)
- 12. Januar: Thomas Watkins Ligon, US-amerikanischer Politiker (* 1810)
- 18. Januar: Auguste Mariette, französischer Ägyptologe (* 1821)
- 18. Januar: Adolph Wegelin, deutscher Architektur- und Landschaftsmaler (* 1810)
- 21. Januar: Wilhelm Matthias Naeff, Schweizer Politiker (* 1802)
- 27. Januar: Johann Rudolf Kutschker, Erzbischof von Wien (* 1810)
- 29. Januar: Nikolaus München, Kölner Dompropst (* 1794)
- 30. Januar: Jacques-Nicolas Lemmens, belgischer Organist und Komponist (* 1823)
- 03. Februar: John Gould, britischer Ornithologe und Tiermaler (* 1804)
- 05. Februar: Thomas Carlyle, britischer Historiker und Philosoph (* 1795)
- 06. Februar: Karl Ploetz, deutscher Gymnasiallehrer, Fachbuch- und Schulbuchautor (* 1819)

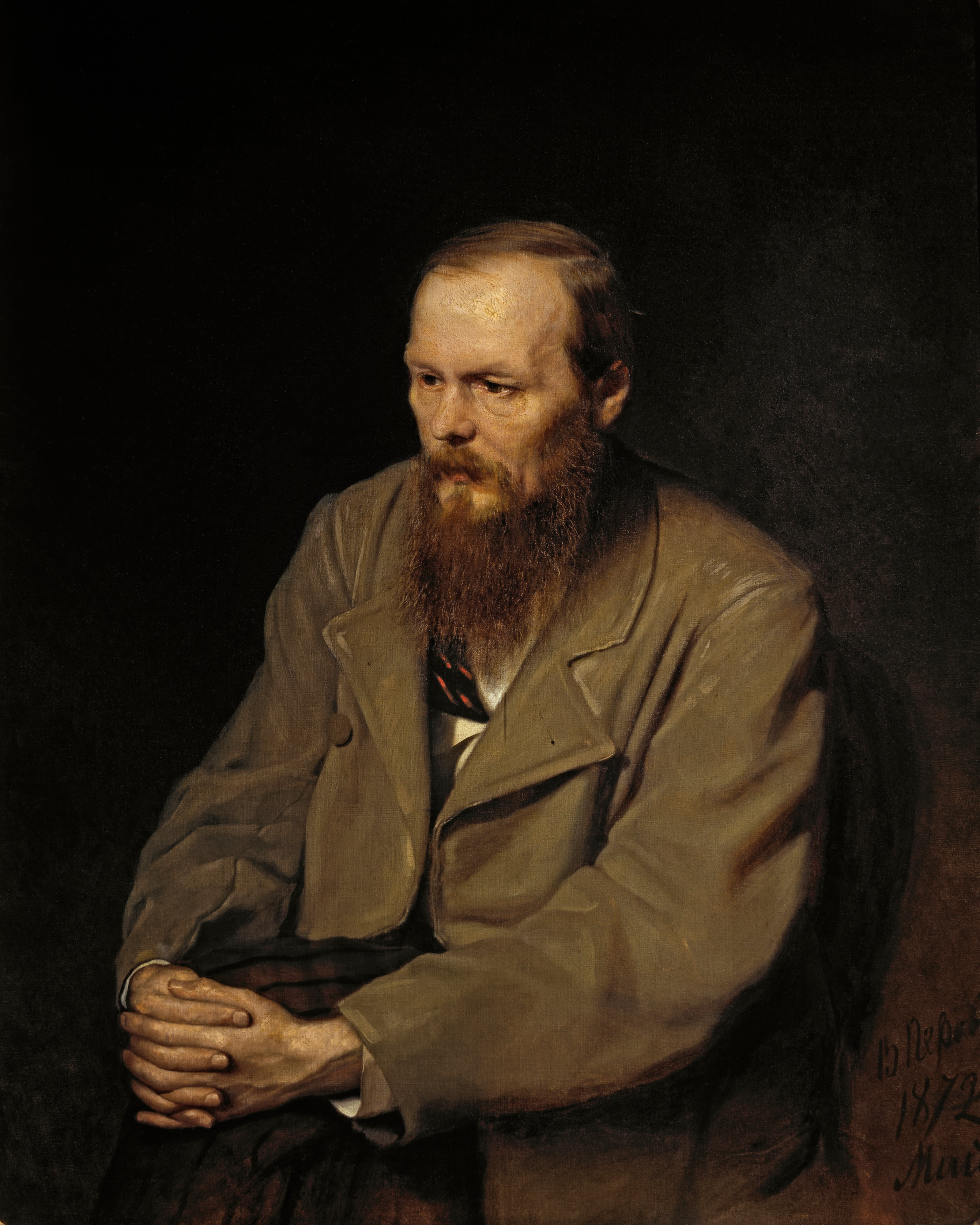
Fjodor Michailowitsch Dostojewski, 1872

- 09. Februar: Fjodor Dostojewski, russischer Schriftsteller (* 1821)
- 19. Februar: Gerard Krefft, deutsch-australischer Zoologe und Paläontologe (* 1830)
- 24. Februar: Matthew H. Carpenter, US-amerikanischer Politiker (* 1824)
- 27. Februar: Peter Joseph Rottmann, deutscher (Hunsrücker) Mundartdichter (* 1799)
- 27. Februar: George Pomeroy Colley, britischer Generalmajor und Oberbefehlshaber im Ersten Burenkrieg (* 1835)
- 01. März: Augustus Bradford, US-amerikanischer Politiker (* 1806)

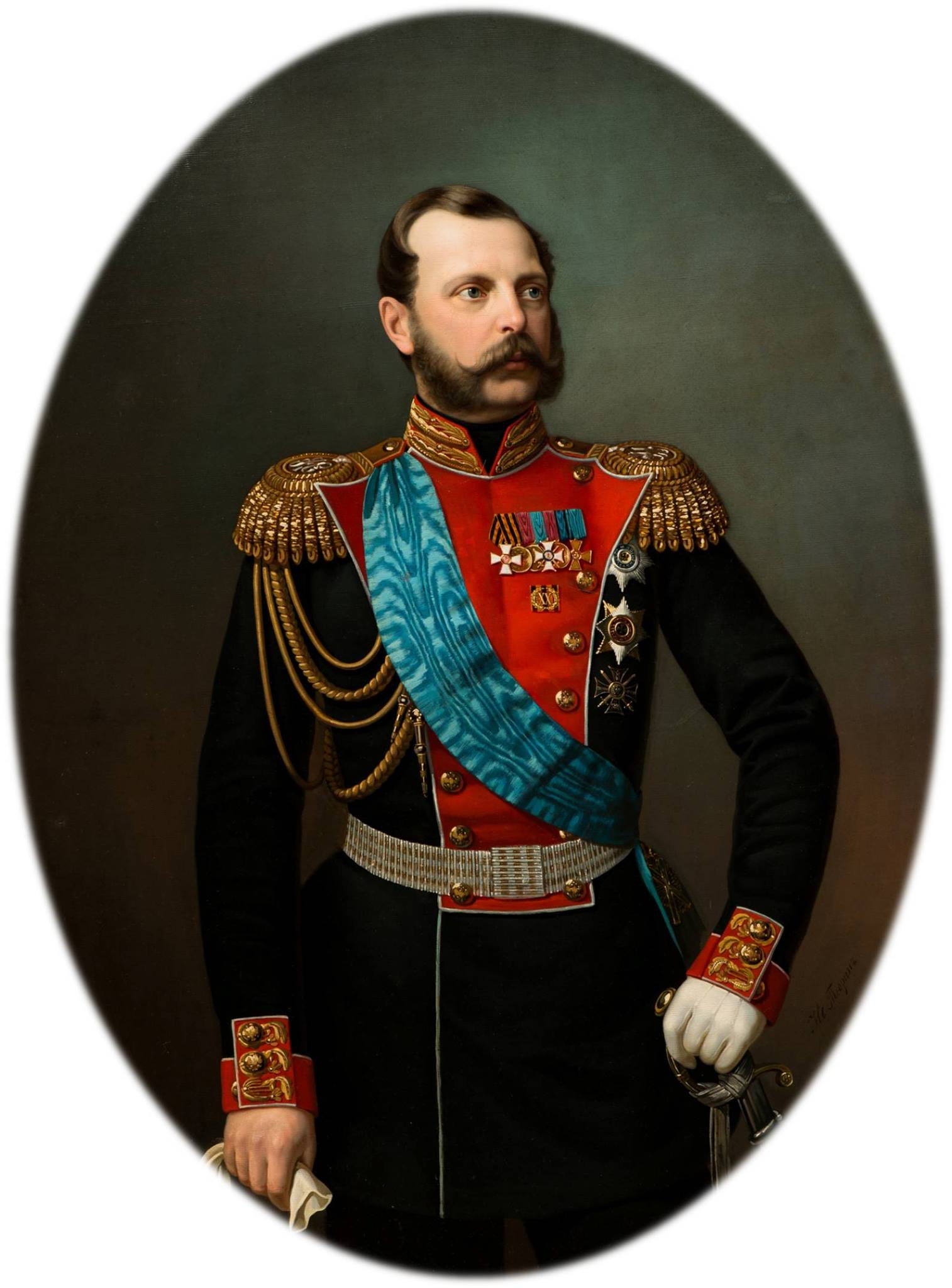
Kaiser Alexander II. von Russland

- 13. März: Alexander II., russischer Zar (* 1818)
- 19. März: Arnold Duckwitz, deutscher Politiker (* 1802)
- 23. März: Nikolai Rubinstein, russischer Komponist, Pianist und Dirigent (* 1835)
- 24. März: Friedrich Hecker, deutscher Revolutionär (* 1811)
- 26. März: Florian Ceynowa, kaschubischer Schriftsteller und Bürgerrechtler (* 1817)
- 27. März: Anton Ehrlich, deutscher Orgelbauer (* 1814)
- 28. März: Modest Mussorgski, russischer Komponist (* 1839)
- 28. März: Joseph Renftle, altkatholischer Geistlicher (* 1823)
- 29. März: Carl Weyprecht, österreichisch-ungarischer Marineoffizier und Arktisforscher (* 1838)

### Zweites Quartal
- 07. April: Johann Hinrich Wichern, deutscher Theologe (* 1808)
- 11. April: Nathan Fellows Dixon, US-amerikanischer Politiker (* 1812)
- 11. April: Karl Friedrich Ferdinand Lachmann, deutscher Pädagoge (* 1817)
- 11. April: Johann Claussen Schmid, deutscher Orgelbauer (* 1811)
- 12. April: Karl Traugott Stöckel, deutscher Orgelbauer (* 1804)
- 13. Mai: Karl Wilhelm Ferdinand Büchner, deutscher Pädagoge und klassischer Philologe (* 1807)
- 16. April: John Frankenstein, deutschamerikanischer Maler und Bildhauer (* 1817)
- 18. April: Max Maria von Weber, preußischer Ministerialrat und Eisenbahningenieur (* 1822)

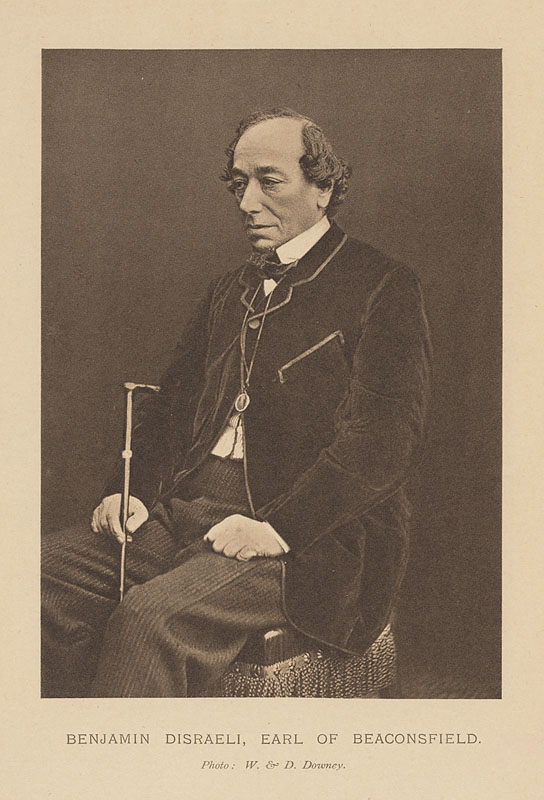
Benjamin Disraeli

- 19. April: Benjamin Disraeli, britischer Romanschriftsteller und Premierminister (* 1804)
- 19. April: Joseph Lane, US-amerikanischer Politiker (* 1801)
- 21. Mai: Thomas Alexander Scott, stellvertretender Kriegsminister im Amerikanischen Bürgerkrieg (* 1823)
- 27. April: Émile de Girardin, französischer Verleger (* 1806)
- 29. April: Rudolf Christian Böttger, deutscher Chemiker und Physiker (* 1806)
- 30. April: Pauline von Mallinckrodt, deutsche Gründerin des Ordens Schwestern der Christlichen Liebe (* 1817)
- 01. Mai: Romolo Gessi, italienischer Afrikareisender (* 1831)
- 03. Mai: António José de Ávila, portugiesischer konservativer Politiker (* 1806)
- 05. Mai: Ansel Briggs, US-amerikanischer Politiker (* 1806)
- 05. Mai: Adalbert Kuhn, deutscher Indogermanist und Mythologe (* 1812)
- 05. Mai: Francesc Sans i Cabot, katalanischer Maler (* 1828)
- 08. Mai: Johann Friedrich Wilhelm Arndt, deutscher Prediger (* 1802)
- 11. Mai: Henri-Frédéric Amiel, Schweizer Schriftsteller und Philosoph (* 1821)
- 14. Mai: Alexander Carl Friedrich von Arentschildt, hannoverscher und preußischer Generalleutnant (* 1806)

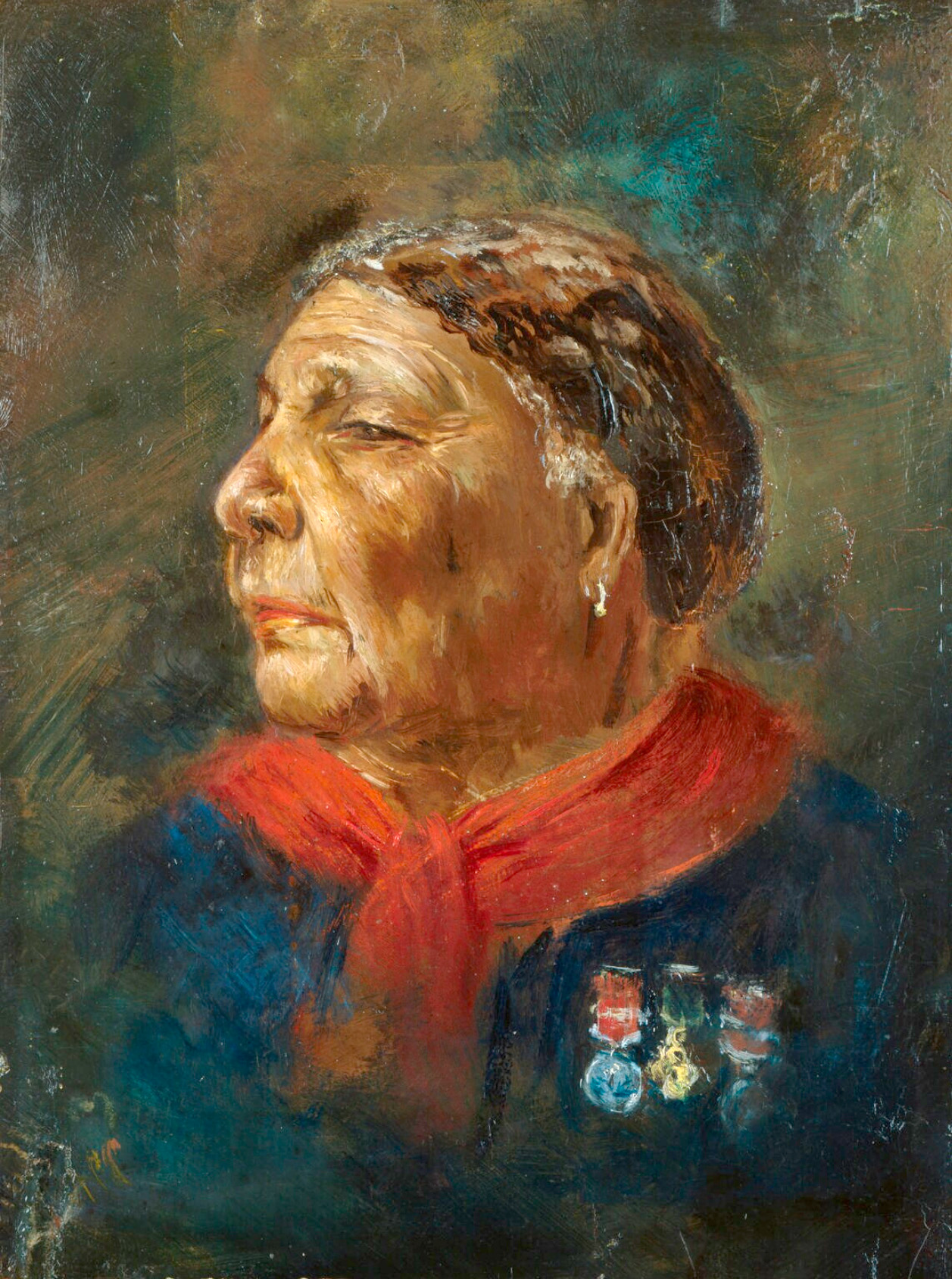
Mary Seacole, 1869

- 14. Mai: Mary Seacole, jamaikanische Krankenschwester (* 1805)

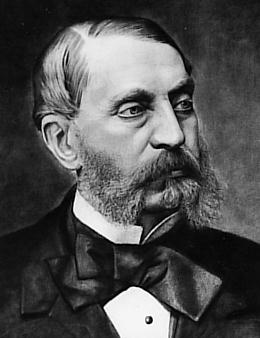
Franz von Dingelstedt

- 15. Mai: Franz von Dingelstedt, erster Wiener Staatsoperndirektor (* 1814)
- 17. Mai: Heinrich Aemilius August Danz, deutscher Rechtsgelehrter (* 1806)
- 19. Mai: Harry Karl Kurt Eduard von Arnim-Suckow, preußischer Diplomat (* 1824)
- 22. Mai: Friedrich Wilhelm Kasiski, preußischer Infanteriemajor und Kryptograph (* 1805)
- 22. Mai: Ludwig Mooser, österreichischer Orgel- und Klavierbauer (* 1807)
- 24. Mai: Samuel Palmer, britischer Maler (* 1805)
- 26. Mai: Jacob Bernays, deutscher Philologe und philosophischer Schriftsteller (* 1824)
- 31. Mai: Hugh Johnston Anderson, US-amerikanischer Politiker (* 1801)
- 02. Juni: Victorine Eudes, französische Kommunardin (* 1848)
- 06. Juni: Henri Vieuxtemps, belgischer Violinist, Komponist (* 1820)
- 13. Juni: Anton von Babarczy, Jurist und Politiker (* 1813)
- 13. Juni: Édouard Imer, französischer Maler (* 1820)
- 16. Juni: Christian Müller, deutsch-schweizerischer Apotheker und Politiker (* 1816)
- 22. Juni: Coronado Chávez, Präsident von Honduras (* 1807)
- 23. Juni: Matthias Jacob Schleiden, deutscher Botaniker und Mitbegründer der Zelltheorie (* 1804)
- 26. Juni: Philipp Schey von Koromla, ungarisch-österreichischer Großhändler und Mäzen (* 1798)
- 27. Juni: Jules Dufaure, französischer Jurist, Politiker und Premierminister (* 1798)
- 27. Juni: Auguste Turrettini, Schweizer Altphilologe und Politiker (* 1818)
- 30. Juni: Gustav von Alvensleben, preußischer General der Infanterie (* 1803)

### Drittes Quartal
- 01. Juli: Henri Etienne Sainte-Claire Deville, französischer Chemiker (* 1818)
- 10. Juli: Hermann Nicolai, deutscher Architekt (* 1811)
- 13. Juli: John C. Pemberton, General im konföderierten Heer im Amerikanischen Bürgerkrieg (* 1814)

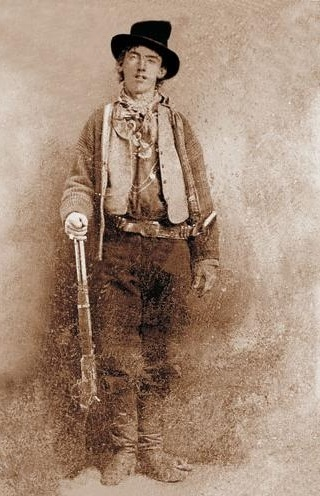
Billy the Kid

- 14. Juli: Billy the Kid, US-amerikanischer Revolverheld und Gesetzloser aus dem Wilden Westen (* 1859)
- 15. Juli: Friedrich Schey von Koromla, österreichischer Bankier, Großhändler, Großgrundbesitzer und Mäzen (* 1815)
- 17. Juli: Jim Bridger, US-amerikanischer Trapper, Scout und Entdecker (* 1804)
- 18. Juli: Wilhelm Seyfferth, Leipziger Bankier, Unternehmer und Pionier des Eisenbahnwesens  (* 1807)
- 20. Juli: Theodor Bergk, deutscher Altphilologe (* 1812)
- 25. Juli: Marie Blanc, deutsch-französische Spielbankdirektorin und Philanthropin (* 1833)
- 25. Juli: Karl Christian Bruhns, deutscher Astronom (* 1830)
- 26. Juli: Charles Colin, französischer Oboist, Organist, Musikpädagoge und Komponist (* 1832)
- 26. Juli: August Ludwig Viktor, Herzog von Sachsen-Coburg-Koháry (* 1818)
- 27. Juli: Johann Christian Lobe, deutscher Komponist und Musiktheoretiker (* 1797)
- 31. Juli: Gove Saulsbury, US-amerikanischer Politiker (* 1815)
- 000Juli: Ilja Schumow, russischer Schachmeister und Schachkomponist (* 1819)
- 02. August: Marcus Clarke, australischer Schriftsteller (* 1846)
- 06. August: James Springer White, US-amerikanischer Freikirchler, Mitbegründer der Siebenten-Tags-Adventisten (* 1821)
- 08. August: Pellegrino Matteucci, italienischer Afrikareisender (* 1850)
- 10. August: Theodor Bradsky, tschechischer Komponist (* 1833)
- 10. August: Orville Hickman Browning, US-amerikanischer Politiker (* 1806)
- 12. August: William Gosse, britisch-australischer Naturforscher und Entdecker (* 1842)
- 18. August: Joseph Labitzky, böhmischer Tanzkomponist (* 1802)
- 29. August: Jean-Baptiste Auriol, französischer Clown und Artist (* um 1800)
- 07. September: Sidney Lanier, US-amerikanischer Dichter (* 1842)
- 09. September: Christian Friedrich Scherenberg, deutscher Dichter (* 1798)
- 13. September: Ambrose Everett Burnside, US-amerikanischer Soldat, General der Unionsarmee im Amerikanischen Bürgerkrieg (* 1824)
- 18. September: William F. M. Arny, US-amerikanischer Politiker (* 1813)
- 18. September: Julius von Groß, preußischer General der Infanterie (* 1812)
- 19. September: James A. Garfield, Präsident der Vereinigten Staaten von Amerika (* 1831)
- 20. September: Martin Hammerich, dänischer Pädagoge (* 1811)
- 24. September: Heinrich Ludolf Ahrens, deutscher klassischer Philologe (* 1809)
- 24. September: Camille Durutte, französischer Musiktheoretiker und Komponist (* 1803)
- 25. September: Karl Aulenbach, deutscher Dichter (* 1813)
- 29. September: Jakob Løkke, norwegischer Philologe und Schulbuchautor (* 1829)

### Viertes Quartal
- 05. Oktober: George G. Fogg, US-amerikanischer Politiker (* 1813)
- 09. Oktober: Ehregott Grünler, deutscher Maler (* 1797)
- 10. Oktober: Daniele Comboni, italienischer, heiliggesprochener Priester (* 1831)
- 16. Oktober: Louis A. Wiltz, US-amerikanischer Politiker (* 1843)
- 19. Oktober: Josef Krejčí, tschechischer Komponist (* 1821)
- 21. Oktober: Eduard Heine, deutscher Mathematiker (* 1821)
- 21. Oktober: Johann Caspar Bluntschli, Schweizer Rechtswissenschaftler und Politiker (* 1808)
- 28. Oktober: Prospero Caterini, Kurienkardinal der katholischen Kirche (* 1795)
- 14. November: Jodocus Donatus Hubertus Temme, deutscher Politiker, Jurist und Schriftsteller (* 1798)
- 17. November: Joseph Eschborn, deutscher Komponist und Kapellmeister (* 1800)
- 23. November: Abijah Gilbert, US-amerikanischer Politiker (* 1806)
- 23. November: Gustaw Zieliński, polnischer Schriftsteller (* 1809)
- 25. November: Theobald Böhm, deutscher Komponist, Flötist und Flötenbaumeister (* 1794)
- 26. November: Johann Ludwig Krapf, deutscher Missionar in Ostafrika, Entdecker und Afrikareisender (* 1810)
- 02. Dezember: Jenny Marx, deutsche Sozialistin und Ehefrau von Karl Marx (* 1814)
- 08. Dezember: Paul Theodor von Krusenstern, russischer Polarforscher (* 1809)
- 09. Dezember: Thomas François Burgers, Präsident der Südafrikanischen Republik (* 1834)
- 09. Dezember: Karl Culmann, deutschstämmiger Bauingenieur und Professor in der Schweiz (* 1821)
- 12. Dezember: Florêncio de Abreu, brasilianischer Rechtsanwalt, Journalist, Autor und Politiker (* 1839)
- 12. Dezember: Christian Wilhelm Bronisch, sorbischer Pfarrer und Sprachwissenschaftler (* 1788)
- 17. Dezember: Isaac Israel Hayes, US-amerikanischer Arzt und Polarforscher (* 1832)
- 17. Dezember: Lewis Henry Morgan, US-amerikanischer Ethnologe (* 1818)
- 24. Dezember: Jean-Auguste Berthaut, französischer Militär und Politiker (* 1817)

### Genaues Todesdatum unbekannt
- Carlo Avanzini, Schweizer Mediziner und Politiker (* 1817)
- Friedrich Widmann, hohenzollerischer Oberamtmann (* 1808)
- Georgiana Zornlin, englische Malerin und Schriftstellerin (* 1800)